# Personaggi di Yu-Gi-Oh! GX

I personaggi principali della serie. Da sinistra: Hassleberry, Chazz, Jaden, Syrus, Alexis e Blair con in braccio il gatto Faraone

Questa è la lista dei personaggi di Yu-Gi-Oh! GX.

## Accademia del Duellante
L'Accademia del Duellante, chiamata Duel Academy nella versione originale, è una scuola situata su una remota isola a nord del Giappone, fondata da Kagemaru e di proprietà di Seto Kaiba, che allena i duellanti più promettenti per renderli dei professionisti. Possiede quattro succursali: l'Accademia del Nord, del Sud, dell'Est e dell'Ovest. Nel collegio, oltre alle materie relative ai duelli, gli studenti apprendono e seguono anche insegnamenti comuni come la matematica, le lingue, l'educazione fisica e artistica, eccetera. Ci sono, inoltre, tre diverse categorie di studenti:
- Obelisk Blu (Obelisk Blue): considerati i migliori, di questa categoria fanno parte gli studenti più bravi, ma anche più facoltosi e ricchi (infatti, per potervi accedere viene specificato che bisogna aver frequentato una scuola prestigiosa in alcune circostanze o aver ottenuto il massimo dei voti al test d'ammissione). Portano la divisa blu (bianca e blu per i "senior" e per le ragazze) e, a causa del loro retaggio, molti studenti di questa categoria sono arroganti e presuntuosi. Di conseguenza, sia il dormitorio maschile che femminile, oltre a essere separati, sono estremamente lussuosi e ricchi di ogni comfort. Nell'anime è l'unica categoria che presenta anche delle ragazze (fatta eccezione per Blair Flanagan che è una Slifer Rosso). Il direttore del dormitorio maschile è Vellian Crowler, mentre Fonda Fontaine dirige quello femminile. La categoria prende il nome dalla Divinità Egizia Obelisco del Tiranno (Oberisuku no Kyoshinhei). Obelisk Blu importanti sono Chazz (poi passato per breve tempo allo Slifer Rosso), Zane, Atticus, Fujiwara, Alexis e Syrus (passato dallo Slifer al Ra e per finire all'Obelisk).
- Ra Giallo (Ra Yellow): questa categoria presenta studenti di medio livello con grandi potenzialità. Portano la divisa gialla (bianca e gialla per i "senior" e per le ragazze) e sono di carattere mite e tranquillo. Il dormitorio è un bell'edificio unico sia per i maschi che per le femmine (nell'anime, tuttavia, non appare nessuna ragazza appartenente a questa categoria), caratterizzato da ambienti confortevoli e dall'ottima cucina. Il direttore del dormitorio è Sartyr. La categoria prende il nome dalla Divinità Egizia Drago Alato di Ra (Rā no Yokushinryū). Ra Giallo importanti sono Bastion, Hassleberry e Syrus (inizialmente Slifer Rosso poi Ra e infine Obelisk).
- Slifer Rosso (Osiris Red (オシリス・レッド?, Oshirisu Reddo) nella versione originale): gli studenti di questa categoria sono i più umili, poveri e scadenti e, di conseguenza, questo gruppo è considerato il peggiore dell'Accademia; nonostante questo, però, il protagonista della serie, Jaden, è un duellante di qualità eccelsa, pur appartenendo a questo dormitorio. Portano la divisa rossa (bianca e rossa per i "senior") e sono di carattere umile e timido. Il dormitorio è un piccolo edificio anch'esso unico sia per i maschi che per le femmine (nell'anime, tuttavia, non appare nessuna ragazza appartenente a questa categoria, eccetto Blair Flanagan), caratterizzato dal vitto misero e da alloggi scadenti e quasi malsani (spesso le camere sono infestate da scarafaggi e topi). Il direttore del dormitorio è inizialmente Lyman Banner ma, dopo la sua morte, non si sa chi prende il suo posto. La categoria prende il nome dalla Divinità Egizia Slifer, Drago del Cielo (Oshirisu no Tenkūryū). Altri Slifer Rosso degni di nota, oltre a Jaden e Syrus (inizialmente), sono Chazz (per breve tempo), Chumley e Blair.

## Personaggi principali

### Jaden Yūki
Jaden Yūki, chiamato Judai Yuki (遊城十代?, Yūki Jūdai) nella versione originale, è un duellante del dormitorio Slifer Rosso con grandi abilità nel duello. Protagonista assoluto della serie, è un giovane duellante sempre allegro, scanzonato e sicuro di sé che arriva in ritardo il giorno degli esami d'ammissione alla prestigiosa Accademia del Duellante, a causa di un incontro casuale con il re dei giochi Yugi Muto, il quale gli regala la carta Kuriboh Alato (con cui Jaden stringerà un forte legame). Durante la prova, Jaden sorprende molto i vari studenti dell'accademia, in primis Chazz, Zane e Alexis, sconfiggendo il professor Vellian Crowler e la sua potente carta Golem Ingranaggio-Antico. Ammesso al dormitorio Slifer Rosso, stringe un forte legame d'amicizia con Syrus (fratello minore di Zane), Chumley e successivamente anche con Bastion e la stessa Alexis, divenendo però il rivale di Chazz, il quale viene duramente sconfitto proprio da Jaden davanti a tutta l'accademia nell'episodio 4. 
Jaden, durante il suo primo anno, vive numerose avventure che accrescono la sua popolarità e fama, tanto che Sheppard, il cancelliere dell'accademia, gli affida una delle Sette Chiavi degli Spiriti che protegge nei duelli contro Nightshroud (in realtà Atticus Rhodes), Camula e Tania, sconfiggendo anche Amnael che era, in realtà, il professor Lyman Banner (a cui Jaden era legato); Jaden arriva anche ad affrontare e a sconfiggere (grazie a una carta datagli proprio da Banner) il capo dei Cavalieri delle Ombre, Kagemaru, il quale voleva impossessarsi delle carte delle Bestie Sacre. Nel corso del primo anno, Jaden si rivela un duellante imbattibile e molto capace, venendo sconfitto solo da Zane nell'episodio 8 e da Kaibaman nell'episodio 34. Inoltre, a fine anno affronterà di nuovo Zane in una rivincita che fa da duello di diploma a quest'ultimo. Alla fine della sfida, Zane e Jaden pareggeranno.
Nel secondo anno, invece, Jaden viene subito affrontato dal misterioso Aster Phoenix il quale, inizialmente, si era presentato all'accademia come un principiante con un deck composto da carte miste, venendo sconfitto senza problemi da Jaden (episodio 53); successivamente, però, Aster rivela il suo vero deck composto da Eroi Elementali (come quello di Jaden) e, in particolare, da Eroi del Destino, arrivando a sconfiggere questa volta Jaden in un duro incontro (episodio 58). La sconfitta di Jaden, però, lo fa rinascere, scoprendo i nuovi mostri Neo-Spaziali, che si aggiungeranno al suo deck, portandolo alla rivincita su Aster (episodio 68). In verità, il vero nemico della seconda serie è il sedicente indovino Sartorius il quale, soggiogato dalla Luce di Distruzione, porta scompiglio nell'accademia e minaccia di distruggere il genere umano ma, grazie a Neos Eroe Elementale e ai mostri Neo-Spaziali, anche questa volta Jaden sventa la minaccia. 
Nel terzo anno d'accademia, durante un gemellaggio tra le varie succursali del collegio, Jaden conosce quello che probabilmente diventerà il suo migliore amico: Jesse Andersen, studente dell'Accademia del Nord. Il loro incontro, però, è funestato da una serie di eventi che annunciano l'arrivo di un'entità sconosciuta, molto legata a Jaden, ovvero Yubel, incarnazione dell'omonima carta che, mandata nello spazio proprio da Jaden tramite un progetto della Kaiba Corporation tanti anni addietro, è tornata per ottenere la sua vendetta. Mandato in una dimensione parallela per cercare proprio Jesse (rapito da Yubel), Jaden si scontrerà proprio con Yubel, arrivando a fondere la sua anima con la creatura e sparendo tra le stelle.
Nella quarta stagione, infine, Jaden ritorna sulla Terra e sventa questa volta la minaccia di Nightshroud, portando a termine la serie. Decide dunque di abbandonare l'accademia, dopo essersi diplomato, arrivando a scontrarsi in un atteso ed epico duello con il suo eroe Yugi nella storica piazza della città di Domino, da cui ne esce sconfitto a testa alta (episodio 180). Accompagnato dal gatto Faraone e dallo spirito di Banner, Jaden si avvia nel deserto alla ricerca di nuove avventure. 
Sia Alexis che Blair si prendono una cotta per lui, anche se egli non sembra esserne proprio interessato. Il suo deck è inizialmente composto da Eroi Elementali, poi da mostri Neo-Spaziali; nel breve periodo in cui Jaden impersona il Sovrano Supremo, o talvolta Re Supremo (terza stagione), utilizzerà un deck di Eroi Malvagi (versioni malvagie degli Eroi Elementali).
Doppiato da: Kenn, Mariko Nagahama (da bambino) (ed. giapponese), Patrizio Prata, Davide Albano (italiano Sovrano Supremo), Cinzia Massironi (da bambino, 2ª stagione), Renata Bertolas (da bambino, 3ª stagione), Massimo Di Benedetto (da bambino, 4ª stagione) (ed. italiana)

### Syrus Truesdale
Syrus Truesdale, chiamato Shō Marufuji (丸藤翔?, Marufuji Shō) nella versione originale, è il miglior amico di Jaden ed è il fratello minore di Zane Truesdale. Dal carattere timido e pauroso, diventa amico di Jaden già dal primo giorno di accademia, stabilendosi con lui e Chumley nel dormitorio Slifer Rosso. La sua insicurezza e paura di non essere all'altezza di suo fratello Zane, studente del terzo anno ritenuto da tutti il miglior duellante dell'accademia, lo spingono in più occasioni a meditare di lasciare la scuola ma, quando lui e Jaden vengono accusati da Crowler di essere entrati nel dormitorio abbandonato, violando le regole del collegio, darà prova della sua forza affrontando e sconfiggendo i fratelli Para e Dox (ingaggiati da Crowler) assieme a Jaden. Nella seconda stagione, indirettamente manovrato da Crowler e Bonaparte, affronta in duello Missy e la sconfigge, venendo dunque promosso al Ra Giallo, per fare in modo che le attenzioni della stampa fossero dirette verso di lui, essendo il fratello minore di Zane e, dunque, sull'accademia. Diventa buon amico di Hassleberry, nonostante i continui screzi tra i due e, verso la fine della seconda stagione affronta suo fratello Zane, rinato grazie ai duelli clandestini, venendo sconfitto, nonostante avesse duellato con coraggio e valore. Nella terza stagione, viene promosso all'Obelisk Blu, visti i suoi progressi scolastici, ma torna per breve tempo come studente del Ra Giallo e viene assoggettato dai duellanti-zombie, tornando normale con la sconfitta di Yubel. Nella dimensione parallela dove i protagonisti finiscono, sempre nella terza stagione, assiste al duello finale tra Jaden e Yubel e alla conseguente sparizione del primo. Nella quarta stagione, duella contro Makoto Inotsume, il miglior duellante dello stile Psycho, per difendere suo fratello Zane, ormai malconcio a causa delle ferite riportate nei duelli clandestini, sconfiggendolo. Viene, infine, promosso con il massimo dei voti e decide di entrare nel campionato dei professionisti, assieme a suo fratello. Il suo deck è composto da mostri macchina antropomorfi chiamati Roid, la cui carta più forte è il mostro fusione Super Vehicroid Unione Stealth. Inoltre, è l'unico duellante della serie a essere stato in tutti e tre i dormitori nel corso delle quattro stagioni. La rappresentazione del personaggio di Syrus venne curata da Kenichi Hara.
Doppiato da: Masami Suzuki (ed. giapponese), Davide Garbolino (ed. italiana)

### Chumley Huffington
Chumley Huffington, chiamato Hayato Maeda (前田隼人?, Maeda Hayato) nella versione originale, è un duellante dello Slifer Rosso e amico di Jaden e Syrus durante il loro primo anno all'accademia. Bocciato diverse volte agli esami di promozione dell'accademia, è grosso di statura e di viso ricorda molto un koala; non a caso, ama i koala ed è ghiotto di formaggio, specialmente alla griglia. Il suo deck è inizialmente composto da koala, ma successivamente gli verrà donato Kangaroo Mortale, un mostro canguro, da Syrus. A differenza degli altri duellanti dello Slifer Rosso, Chumley indossa un altro tipo di divisa (dei "senior" ovvero alcuni studenti del secondo o terzo anno). Sebbene sia anch'egli un duellante, spesso si limita a fare il tifo per i suoi compagni piuttosto che duellare in prima persona. Duella solo due volte nella serie: nell'episodio 9 contro suo padre, e nell'episodio 50 contro Crowler, in un duello che gli sarebbe valso la promozione, perdendo in entrambi gli scontri. Nello stesso episodio 9 si scopre che suo padre è un venditore di salsa piccante (sakè e liquori nella versione originale) ed è stato per tre anni consecutivi campione di Duel Monsters. 
Alla fine della prima stagione, nonostante la sconfitta nel duello contro Crowler, verrà ingaggiato da Maximillion Pegasus (Pegasus J. Crawford nella versione originale) come disegnatore di carte (poiché vincitore del suo concorso avendo creato la carta L'Alba ad Ayers Rock) e lascerà l'accademia. Farà una comparsa nella seconda stagione, precisamente nell'episodio 85, dando a Jaden una carta creata da lui stesso che gli servirà nel duello con Franz, Grattacielo 2 - La Città degli Eroi.
Doppiato da: Takehiro Hasu (ed. giapponese), Matteo Zanotti (ed. italiana)

### Bastion Misawa
Bastion Misawa, chiamato Daichi Misawa (三沢大地?, Misawa Daichi) nella versione originale, è il duellante più forte del dormitorio Ra Giallo. È lo scienziato del gruppo: infatti, il suo stile di combattimento si basa sulla fisica e sul calcolo. Nella prima stagione, intuisce subito il potenziale di Jaden e decide di farselo amico, assistendo alla maggior parte dei suoi duelli. Nell'episodio 12, viene scelto da Crowler per affrontare Chazz, promettendogli di farlo passare all'Obelisk Blu, qualora avesse vinto, e declassare Chazz a Ra Giallo; vista la posta in palio, Chazz sceglie di manomettere il deck del suo avversario, venendo poi comunque duramente sconfitto da Bastion il quale, nonostante la vittoria, decide di rimanere al Ra Giallo, preferendo passare all'Obelisk Blu una volta sconfitto il miglior duellante dell'accademia, ovvero Jaden, secondo lui. In veste di miglior duellante del primo anno del Ra Giallo, viene scelto come avversario di Jaden in duello, per scegliere il duellante che avrebbe partecipato alla sfida annuale contro l'Accademia del Nord. Nonostante la bravura del suo avversario, però, Jaden riesce a vincere. Verso la fine della prima stagione, inoltre, gli viene assegnata una delle Sette Chiavi degli Spiriti che, però, perde in duello contro Tania, una dei sette Cavalieri delle Ombre, di cui peraltro s'innamora. 
Nella seconda stagione, Bastion decide di affrontare Sartorius e porre fine al dominio della Società della Luce (anche se, in realtà, gli duole che essa non l'abbia cercato, essendo un forte duellante); al suo posto, però, affronta Chazz in duello dove, sotto la tentazione di Sartorius di una vita in cui tutti avrebbero riconosciuto il suo talento, perde di proposito per entrare a far parte della Società della Luce. Ritorna normale nell'episodio 96, dopo che il professor Eisenstein gli ha aperto la mente e, in seguito, andrà a lavorare con lui, per poi ritornare all'accademia nella dimensione parallela creata da Yubel. 
Alla fine della terza stagione, inoltre, andrà a vivere con Tania nel mondo degli spiriti in cui Jaden e il resto del gruppo sono intrappolati e, di conseguenza, non comparirà nella quarta stagione. 
È un duellante capace di utilizzare un considerevole numero di deck; quello più usato è un deck basato sulla chimica e sulla fisica, con mostri come Carboneddon, Oxygeddon, Hydrogeddon, Drago Acquatico, Il Matematico, Spadaccino del Fato Lithmus, Eitom Guerriero del Plasma e Magnum, Guerriero Conduttore Lineare Positivo-Negativo.
Doppiato da: Yūki Masuda (ed. giapponese), Lorenzo Scattorin (ed. italiana)

### Chazz Princeton
Chazz Princeton, chiamato Jun Manjōme (万丈目準?, Manjōme Jun) nella versione originale, è un duellante dell'Obelisk Blu (in seguito Slifer Rosso). All'inizio avrà un'accesa rivalità con Jaden, soprattutto dopo che questi è riuscito a sconfiggerlo davanti a tutta l'accademia nell'episodio 4. È un ragazzo viziato, arrogante e snob il cui unico scopo è primeggiare sugli altri e divenire il nuovo re dei giochi; disprezza gli studenti del dormitorio Slifer Rosso (come del resto, tutti gli studenti dell'Obelisk Blu) ed è invidioso di Jaden, poiché decisamente molto più bravo di lui. Dopo la sconfitta subita da Bastion, nell'episodio 12, decide di abbandonare l'Accademia del Duellante per entrare nell'Accademia del Nord dove Foster, preside della suddetta scuola, riconosce le sue abilità e decide di rilanciarlo (episodio 24), facendolo scontrare proprio contro Jaden nella sfida annuale (episodi 25-26); in verità, Chazz è manovrato dai suoi due fratelli, Slade e Jagger, che intendono dominare il mondo, fornendogli delle carte rare per il duello con Jaden, che però Chazz rifiuta, affrontando lealmente il suo avversario. Nonostante la sconfitta, Chazz cambia radicalmente, divenendo meno arrogante e più leale, imparando anche ad accettare tutti i tipi di carte, seppur deboli, come per esempio i mostri Ojama (che diventeranno le sue carte preferite, sebbene non lo dia a vedere). Dopo la sconfitta subita contro Jaden nella sfida annuale decide di ritornare all'Accademia del Duellante e, essendo per regolamento un nuovo studente, viene assegnato, con suo gran disappunto, al dormitorio Slifer Rosso (anche se si rifiuterà di indossarne la divisa, preferendo la sua classica giacca nera). Desiderosi poi di vendetta nei suoi confronti, i suoi fratelli decidono di radere al suolo l'accademia, col permesso di Seto Kaiba in persona, a condizione però di vincere il duello con Chazz, il quale però può utilizzare solo un deck composto da mostri con meno di 500 punti di attacco; nonostante lo svantaggio, è Chazz a trionfare su Slade e a salvare l'accademia (episodio 35). Verso la fine della prima stagione è tra i sette duellanti incaricati di proteggere le Sette Chiavi degli Spiriti, proteggendo la sua nel duello contro Don Zaloog, sconfiggendolo (episodio 39); nulla può, però, contro Amnael il quale, nell'episodio 44, lo sconfigge e prende il controllo della sua anima, che viene poi liberata con la sconfitta definitiva dello stesso Amnael. Ha una chiara cotta per Alexis (anche se questa non ricambia i sentimenti), arrivando persino a ricattarla con le sette chiavi dei Cancelli degli Spiriti affinché diventi la sua fidanzata ma, naturalmente, Alexis riesce a sconfiggerlo in duello (episodio 47).
Nella seconda stagione, gli viene inizialmente offerta la possibilità di tornare nell'Obelisk Blu, affrontando Reginald Van Howell III, sconfiggendolo; tuttavia, per un fraintendimento, Chazz rimane ugualmente allo Slifer Rosso (episodio 54); nell'episodio 61, desideroso di vendetta nei confronti di Jaden, si unisce alla Società della Luce di Sartorius utilizzando una versione potenziata del suo deck, sconfiggendo quasi tutti i duellanti del dormitorio Obelisk, trasformandolo nel Dormitorio Bianco (episodio 70). In questa nuova veste, riesce anche a sconfiggere Alexis e Bastion, convincendoli a unirsi al nuovo dormitorio; viene poi fatto ritornare normale da Jaden negli episodi 87-88 dopo averlo sconfitto in duello, grazie anche all'aiuto degli Ojama. Alla fine della seconda stagione, inoltre, partecipa al Torneo GX, dove affronta nell'ultimo incontro Blair Flanagan, sconfiggendola e venendo proclamato vincitore del torneo, chiedendo come premio lo scioglimento della Società della Luce nell'accademia (episodio 104). Nella terza stagione, viene assoggettato dai duellanti-zombie, divenendo uno di loro, per poi ritornare normale con la sconfitta di Yubel. Nella quarta stagione, diventa l'aiutante personale di Aster Phoenix e si diploma con il massimo dei voti. Possiede un deck composto da una mescolanza di diversi tipi di creature, tra cui i Draghi Armati, i mostri X - Testa Cannone, Y - Testa Drago, Z - Carrarmato Metallico e gli Ojama. Nel breve periodo in cui Chazz fa parte della Società della Luce (episodi 87-88), usa un deck composto da mostri Cavaliere Bianco come il potente Signore Cavaliere Bianco (questo deck gli era stato donato da Sartorius in persona).
Inizialmente, Chazz sembrava una nuova versione di Seto Kaiba: rivale del protagonista, molto ricco, secondo miglior duellante dopo il personaggio principale della serie. Quasi subito però sono stati introdotti dei tratti per delineare il personaggio, che si è distaccato molto dalla figura di Kaiba, divenendone una del tutto originale. Chazz ama il lusso e lo sfarzo, si bea della sua condizione di ricchezza arrivando anche a denigrare chi si trova in una condizione peggiore e, soprattutto a differenza di Seto, appare più come un bambino viziato (mentre Kaiba si definisce legittimamente un self made man), tanto da essere accusato di pigrizia e inerzia dai suoi fratelli maggiori. Chazz è un gran presuntuoso, uno spaccone, sicuro delle proprie capacità al punto da sopravvalutarsi grandemente; anche dopo la sconfitta, continua a ritenersi il migliore, e imputa le sue batoste alla fortuna degli avversari. Nonostante non ami la compagnia di Jaden e dei suoi amici, Chazz non si può considerare un personaggio freddo, ma piuttosto un vanitoso. Più volte Chazz si rende protagonista di gag comiche, soprattutto con il trio degli spiritelli Ojama, che non sopporta e cerca di allontanare, perché assillato continuamente da loro.
Doppiato da: Taiki Matsuno (ed. giapponese), Alessandro Rigotti (ed. italiana)

### Alexis Rhodes
Alexis Rhodes, chiamata Asuka Tenjōin (天上院明日香?, Tenjōin Asuka) nella versione originale, è la miglior duellante del dormitorio femminile Obelisk Blu. La si vede spesso in compagnia di Zane, nella prima serie, di cui sembra essere la confidente. Si pensa abbia una cotta per Jaden: numerosi sono gli episodi in cui lei, nonostante sia del dormitorio Obelisk, si unisce al gruppo di Jaden, Syrus e Chumley, e anche le sue compagne di dormitorio, Jasmine e Mindy, nell'episodio 3, vedono in Alexis uno strano comportamento dopo che la ragazza duella con Jaden. Oltre a questo, risulta chiaramente infastidita quando Blair dimostra di essere innamorata di Jaden. Ha un fratello, Atticus, del quale si sono perse le tracce da molto tempo ma, che in seguito, verrà ritrovato grazie all'aiuto di Jaden. Verso la fine della prima stagione, è tra i sette duellanti incaricati di proteggere le Sette Chiavi degli Spiriti, proteggendo la sua nel duello contro Titan, sconfiggendolo (episodio 41); nulla può, però, contro Amnael il quale, nell'episodio 44, la sconfigge e prende il controllo della sua anima, che viene poi liberata con la sconfitta definitiva dello stesso Amnael. Nell'episodio 70 della seconda stagione, dopo che Chazz (unitosi alla Società della Luce) ha messo in subbuglio il dormitorio Obelisk Blu, ella decide di affrontarlo per spodestarlo ma, nonostante sembri tenergli testa, viene duramente sconfitta e convinta da Chazz stesso a unirsi alla Società della Luce. Viene poi liberata dal controllo mentale di Sartorius dopo essere stata sconfitta in duello da Jaden nell'episodio 94. Nella quarta stagione, poi, si diploma con il massimo dei voti insieme a Syrus e Chazz e decide di restare all'accademia come ricercatrice. Il suo deck è formato prevalentemente da Cybergirl la cui carta più forte è Cyber Blader (chiamata Cyber Lama nel gioco di carte italiano); nel periodo in cui Alexis fa parte della Società della Luce, usa un deck composto da mostri di ghiaccio, tra cui Regina della Notte Bianca e il potente Drago Notte Bianca. Alexis appare anche nella serie Yu-Gi-Oh! Arc-V (episodio 103). Il nome originale del personaggio, "Asuka", vuol dire "fragranza del domani" (nella versione originale dell'anime, Jim Cook chiama la giovane "ragazza del domani"). Il nome inglese, mantenuto dal doppiaggio italiano, è traducibile invece come "aiutante" o "protettore".
Doppiata da: Sanae Kobayashi (ed. giapponese), Renata Bertolas, Laura Brambilla (da bambina) (ed. italiana)

### Zane Truesdale
Zane Truesdale, chiamato Ryo Marufuji (丸藤 亮?, Marufuji Ryo) nella versione originale, è il miglior duellante del dormitorio Obelisk Blu che frequenta il terzo anno quando Jaden s'iscrive all'accademia (infatti, porta la divisa dei "senior", come Yusuke e Atticus). È il fratello maggiore di Syrus, oltre che amico stretto di Alexis e Atticus. Ha un carattere serio e talvolta freddo, dimostrando però calma e sicurezza. È l'unico, insieme ad Aster Phoenix, in tutta la serie, ad aver sconfitto Jaden in duello e, oltre a questo, è considerato il miglior duellante dell'accademia. Nel corso della prima stagione, gli viene assegnata una delle Sette Chiavi che, però, perde contro Camula, una dei sette Cavalieri delle Ombre, la quale lo ricatta con la vita del fratello, facendolo arrendere e trasformandolo in una bambolina voodoo; torna poi normale con la sconfitta di Camula (episodio 33). Disputa nell'ultimo episodio della prima stagione, un emozionante duello con Jaden che si chiude con un pareggio (episodio 52). Nella seconda stagione, si diploma con il massimo dei voti ed entra nel campionato dei professionisti dove, però, viene duramente sconfitto da Aster Phoenix (episodio 57); questo segna un periodo nero per Zane, che si vede crollare il mondo addosso, perdendo un duello dopo l'altro. Il sedicente Mr. Shroud, però, per farlo rinascere più forte che mai lo spingerà a entrare nel mondo dei duelli clandestini e, grazie a questo, Zane su incoraggiamento di Mr. Shroud, che gli fa capire che per vincere deve rinascere sconfiggendo le sue paure e di non farsi condizionare da ciò che penserebbero i suoi amici, aggrappatosi al suo odio, alla sua rabbia, alla sua determinazione e al suo desiderio di vittoria, rinascerà come il duellante forte e temuto di un tempo, ma spietato e malvagio. Nella terza stagione, viene intrappolato insieme a Jaden e gli altri nella dimensione parallela creata da Yubel e fronteggia, seppur allo stremo delle forze, Jesse (posseduto da Yubel), venendo sconfitto (episodio 148). Nella quarta stagione affronta Makoto Inotsume, ma viene da esso sconfitto, per poi passare il deck a Syrus che, il giorno dopo, lo sconfigge (episodio 164). Riprende quindi a duellare nel campionato dei professionisti assieme a suo fratello. Possiede un deck composto da Cyber Draghi la cui carta più forte, oltre che simbolo, è Cyber Drago Finale. Nella seconda stagione aggiungerà al suo deck anche le temute carte Cyber Oscure, custodite in gran segreto da Sheppard (un tempo mentore di Zane stesso). Queste carte, oltre alle scosse elettriche provocate dai bracciali usati nei duelli clandestini, indeboliranno molto il fisico di Zane, oltre che il suo cuore. Il suo soprannome, nella serie originale, è Kaiser Ryo. Il nome originale del personaggio vuol dire "eccellente", significato adatto nel caso di Zane, uno dei duellanti più forti della serie. 
Doppiato da: Takeshi Maeda, Hiromi Setsu (da bambino) (ed. giapponese), Luca Bottale, Cinzia Massironi (da bambino) (ed. italiana)

### Blair Flanagan
Blair Flanagan, chiamata Blair Flannigan nella versione internazionale e Rei Saotome (早乙女レイ?, Saotome Rei) in quella originale, è una duellante dello Slifer Rosso. Nella prima stagione, entra clandestinamente nel dormitorio degli Slifer spacciandosi per un ragazzo, poiché troppo piccola per potersi iscrivere all'accademia. Inizialmente, è innamorata di Zane, ma successivamente il suo amore si sposterà su Jaden. 
Riappare alla fine della seconda stagione, sfidando Chazz nell'ultimo duello del Torneo GX, chiedendo come premio il permesso di entrare a far parte del dormitorio degli Slifer; nonostante questo, viene sconfitta da Chazz. Nella terza stagione, entra comunque a far parte dello Slifer Rosso, essendo quindi forse l'unica ragazza della serie a essere comparsa indossando la divisa del suddetto dormitorio. 
Nonostante sia innamorata di Jaden, la si vede spesso in coppia con Marcel Bonaparte (nella terza stagione) e con Hassleberry (nella quarta stagione). Nella prima stagione, la si vede usare un deck composto da mostri incantatore simili a fanciulle innamorate, come Maiden in Love; nella seconda, invece, usa un deck composto da creature mistiche, la cui carta più forte è il Drago Mistico. Nel videogioco Yu-Gi-Oh! GX Tag Force 3 viene anche promossa all'Obelisk Blu (nella quarta stagione dell'anime, si trasferisce nel dormitorio femminile Obelisk poiché è l'unica ragazza dello Slifer Rosso).
Doppiata da: Eri Sendai (ed. giapponese), Federica Valenti (prima stagione), Jolanda Granato (dalla seconda stagione in poi) (ed. italiana)

## Altri personaggi primari

### Vellian Crowler
Il dottor Vellian Crowler, chiamato Cronos De Medici (クロノス・デ・メディチ?, Kuronosu De Medichi) nella versione originale, è un professore del dipartimento di Arti Tecniche dell'Obelisk Blu, nonché direttore dello stesso dormitorio maschile e vice-cancelliere dell'Accademia. Il suo nome originale deriva da Chronos, la personificazione del tempo per la mitologia greca, e la famiglia Medici. Il cognome originale potrebbe far pensare a un'eventuale origine italiana del personaggio e spiegare perché nella seconda stagione voglia portare gli studenti dell'accademia in visita in Italia, scontrandosi con Bonaparte che, invece, vorrebbe andare in Francia (episodio 74). Nell'edizione italiana, a partire dalla seconda stagione, inoltre, parla con un forte accento tedesco. È un personaggio dall'abbigliamento e dal comportamento eccentrico e stravagante, tanto da sembrare effeminato, androgino e omosessuale, ed è molto altezzoso, frivolo e scostante, soprattutto nei confronti degli studenti dello Slifer Rosso (da lui considerati feccia) anche se, in più di una puntata, dimostrerà di avere un buon cuore. Dalla seconda stagione in poi, lo si vede sempre in coppia con Bonaparte, con cui sembra essere in sintonia, nonostante spesso litighino.
Crowler è il primo a essere sconfitto da Jaden durante l'esame di ammissione di quest'ultimo all'accademia. Inizialmente, cercherà in tutti i modi di far espellere Jaden dall'accademia, ma in seguito avrà un rapporto quasi amichevole con lui e con il resto del gruppo arrivando, nella quarta stagione, a sospendere tutte le sue lezioni per far sì che la classe di Jaden non ottenga abbastanza crediti per sostenere l'esame del diploma, perché gli s'è affezionato. A quel punto duella con Jaden, rivelando i suoi sentimenti e giocando una delle partite migliori dell'intera serie, mettendo in seria difficoltà l'avversario (episodio 167). Lo dimostra anche in altre occasioni: nella prima stagione, quando duella con la vampiressa Camula (episodio 31) e nella seconda stagione, quando duella contro Bonaparte per evitare che questi faccia abbattere il dormitorio Slifer Rosso. Crowler, in un momento di crisi, segue il consiglio di Jaden di improvvisare e di andare avanti, vincendo il duello, seppur per un pelo (episodio 69). Di conseguenza, nonostante mostri un carattere altezzoso, si dimostra essere, in realtà, molto protettivo nei confronti dei suoi studenti, come nell'occasione del duello con Camula, dove rifiuta la proposta della duellante oscura di affrontare Zane al suo posto (offrendogli quindi una chance per salvarsi). Inoltre, nella prima stagione, come già detto, gli viene affidata una delle Sette Chiavi (non per abilità maggiore quanto per l'assenza di altri volontari) che perde, appunto, contro la sopracitata Camula, una dei sette Cavalieri delle Ombre, che lo trasforma in una bambolina voodoo, tornando normale con la sconfitta della vampiressa (episodio 33). Nella seconda stagione, viene nominato cancelliere ad interim vista l'assenza di Sheppard. Nella terza stagione, viene brevemente soggiogato dai duellanti-zombie, divenendo uno di loro, per poi tornare normale con la sconfitta di Yubel. 
Il suo deck è formato da mostri Ingranaggio-Antico (tra cui il potente Golem Ingranaggio-Antico, il suo mostro preferito, sulla cui evocazione si basano quasi tutte le sue tattiche).
Doppiato da: Hiroshi Shimizu (ed. giapponese), Giorgio Bonino (ed. italiana)

### Jean-Louis Bonaparte
Jean-Louis Bonaparte, chiamato Napoleon (ナポレオン?, Naporeon) nella versione originale, compare ufficialmente nella seconda stagione, come vice-cancelliere dell'accademia sotto Crowler. Basso e tarchiato, è chiaramente francese dal suo accento e dal suoi modi di fare. Fa di tutto per far sì che il dormitorio Slifer Rosso venga abbattuto, e ha un figlio di nome Marcel (che sarà posseduto da Yubel nella terza stagione). Possiede un deck composto da mostri giocattolo, la cui carta più forte è Imperatore Giocattolo. Lo si vede spesso in coppia con Crowler, con il quale sembra essere molto in sintonia, sebbene siano sempre in disaccordo, arrivando ad affrontarsi per decidere le sorti del dormitorio Slifer, con la conseguente sconfitta di Bonaparte (episodio 69). Nella terza stagione, viene brevemente soggiogato dai duellanti-zombie, divenendo uno di loro, per poi tornare normale con la sconfitta di Yubel. Nella quarta stagione, abbandona l'accademia per poter stare più tempo con suo figlio, visto che lo aveva lasciato sempre solo. Il nome originale e il nome della versione internazionale del personaggio sono chiaramente un riferimento al generale e imperatore francese Napoleone Bonaparte: da notare, inoltre, che il suo deck, il suo abbigliamento e il suo modo di fare sono un'evidente caricatura del condottiero francese.
Doppiato da: Naoki Tatsuta (ed. giapponese), Riccardo Rovatti (ed. italiana)

### Sheppard
Sheppard, chiamato Samejima (鮫島校長?) nella versione originale, è il direttore e cancelliere dell'Accademia del Duellante. Uomo saggio e di grande esperienza, gestisce l'accademia con autorità e sicurezza. In passato, è stato l'insegnante di Zane Truesdale (in un tempio alle pendici del monte Everest), a cui poi regalò la carta Cyber Drago Finale per la sua grande diligenza. Nella prima stagione, con l'intento di proteggere le carte delle Bestie Sacre, le chiude in un luogo segreto nelle viscere dell'accademia, per poi affidare le Sette Chiavi a Jaden, Chazz, Alexis, Bastion, Zane, Banner e Crowler. Nella seconda stagione, lascia l'accademia per breve tempo, cedendo il suo posto temporaneamente a Crowler. Duella tre volte nell'anime: una contro Zane per difendere il deck Cyber Oscuro, una in coppia con Ms. Dorothy (di cui è chiaramente innamorato) contro Jaden e Alexis, e una contro Makoto Inotsume, il miglior duellante dello Stile Psycho, e in tutte e tre le occasioni rimedia una sconfitta. Il suo deck è composto da mostri macchina, tra cui Cyber Orco (e la fusione Cyber Orco 2) e Cyber Esper. Sembra sia perfettamente a conoscenza del passato oscuro di Jaden e della vicenda che lo ha coinvolto riguardo alla carta Yubel. Nella terza stagione, inoltre, è lui a contattare il professor Viper e altri studenti dalle varie succursali dell'accademia, tra cui Jesse Anderson, Jim Cook, Axel Brodie e Adrian Gecko.
Doppiato da: Masami Iwasaki (ed. giapponese), Marco Balbi (ed. italiana)

### Lyman Banner
Lyman Banner, chiamato Daitokuji (大徳寺?) nella versione originale, è il professore di Alchimia dei Duelli dello Slifer Rosso, nonché direttore dello stesso dormitorio, ed è sempre in compagnia del suo grosso gatto Faraone (Pharaoh nella versione originale). Appare, inoltre, come un uomo dalle maniere gentili ed educate, anche se spesso risulta impacciato e fifone; nel doppiaggio originale, è solito aggiungere un "nyah" (il miagolio in giapponese) alla fine di ogni discorso. Si dimostra in poche occasioni, tuttavia, stranamente coraggioso, come quando salva la scimmia Wheeler (SAL) dalle grinfie di perfidi scienziati, prendendo con disinvoltura un fucile sottratto a loro (episodio 13). Gli viene affidata una delle Sette Chiavi da Sheppard (non per abilità maggiore quanto per l'assenza di altri volontari), non duellando però con nessuno dei sette Cavalieri delle Ombre per la troppa paura. 
Nell'episodio 41, Atticus rivela, sotto lo stupore generale, che era sparito tempo addietro nel dormitorio abbandonato a causa delle forze oscure; colui che l'aveva mandato là, insieme ad altri studenti (come Yusuke Fujiwara), era stato proprio Banner. A seguito di quest'inquietante rivelazione, infatti, il professore sparisce misteriosamente. Si scoprirà essere un Cavaliere delle Ombre, Amnael, e riuscirà a sconfiggere sia Alexis che Chazz (episodio 44). Arriva ad affrontare anche Jaden, colui che aveva sconfitto il maggior numero di Cavalieri, nel dormitorio abbandonato, rivelandogli infine la sua vera identità: alla ricerca della Pietra Filosofale (da sempre caposaldo dell'alchimia), voleva ottenere il potere delle tre Bestie Sacre per realizzarla, ma il suo corpo si deteriorò. Per questo, decise di trasferire la sua anima in un corpo artificiale creato con la sua abilità di alchimista, un Homunculus appunto. Nel corso del primo anno, si era finto disponibile, gentile e pauroso, ma in realtà tutto ciò era solo una copertura. Nella versione internazionale, tuttavia, non viene per nulla accennata la ricerca di Banner della Pietra Filosofale, bensì il semplice desiderio di appropriazione delle tre Bestie Sacre per ottenere il potere. Durante il duello con Jaden, cercherà di far vacillare la concentrazione del ragazzo confessandogli che i suoi duelli erano stati truccati per far sì che Sheppard gli assegnasse una delle chiavi; nonostante questo, però, verrà sconfitto (episodi 45-46). Una volta battuto, avverte Jaden che era sempre stato dalla sua parte fin dall'inizio e che era diventato un Cavaliere delle Ombre unicamente per salvarlo, oltre al fatto che i duelli del protagonista non erano stati affatto truccati. Dopo questa sconfitta, il suo corpo si dissolve divenendo polvere, ma diventerà una sfera di luce che aiuterà Jaden nelle sue avventure, spesso ingoiata dal gatto Faraone. 
Sporadicamente, lo spirito del professore riesce a fuoriuscire dalla bocca del suo gatto e apparire dinanzi a Jaden (come sfera di luce o fantasma), come quando lo aiuta a sconfiggere Kagemaru (episodio 49) oppure quando, insieme a Blair, riesce a trovare il luogo dov'erano racchiuse le Bestie Sacre (episodio 125) o, comunque, in numerose altre occasioni (come negli episodi 87 e 157). Il suo legame con Jaden lo spinge a diventare più o meno simile a uno spirito protettore, come nel caso di Yubel, tanto da apparire anche nel film Gekijōban Yu-Gi-Oh! - Chōyūgō! Jikū o koeta kizuna assieme a lei, alle spalle di Jaden.
Doppiato da: Kappei Yamaguchi (ed. giapponese), Gabriele Calindri (ed. italiana)

### Atticus Rhodes
Atticus Rhodes, chiamato Fubuki Tenjōin (天上院吹雪?, Tenjōin Fubuki) nella versione originale, è il fratello maggiore di Alexis. Parrebbe frequentare il secondo anno all'Accademia e, come Zane e Fujiwara, indossa la divisa da "senior". Il suo carattere è allegro ed energico come quello di Jaden, anche se spesso esuberante. Sogna di diventare una star dello spettacolo, cercando continuamente di convincere la sorella a formare un duo musicale, con scarsi risultati. Nell'episodio 41, Atticus rivela, sotto lo stupore generale, che era sparito tempo addietro nel dormitorio abbandonato a causa delle forze oscure; colui che l'aveva mandato là, insieme ad altri studenti (come Yusuke Fujiwara), era stato proprio Banner. A seguito di quest'inquietante rivelazione, infatti, il professore sparisce misteriosamente. Per questo, inizialmente, è uno dei sette Cavalieri delle Ombre, Nightshroud, ma dopo la sconfitta subita contro Jaden, si riappacificherà con sua sorella. Nonostante venga reputato un duellante molto forte, viene sconfitto in tutti i combattimenti da lui disputati. È molto popolare tra le ragazze e possiede due deck: uno composto da draghi, la cui carta migliore è il celebre Drago Nero Occhi Rossi, e uno composto da mostri di tipo guerriero-bestia. Il character design di Atticus è stato supervisionato da Kenichi Hara. Il nome originale del personaggio significa "tormenta", da cui il soprannome "Principe Tormenta". Darkness significa "tenebre", mentre Nightshroud, come viene chiamato l'alter ego di Atticus nella versione della 4Kids, pervenuta in Italia, è traducibile "velo della notte", da "night", "notte", e "shroud", "velo".
Doppiato da: Kōji Yusa (ed. giapponese), Claudio Moneta, Jenny De Cesarei (da bambino) (ed. italiana)

### Aster Phoenix
Aster Phoenix, chiamato Edo Phoenix (エド・フェニックス?, Edo Fenikkusu) nella versione originale, è un duellante professionista che ha un obiettivo: trovare il rapitore di suo padre. Caratterizzato da un abbigliamento elegante, s'iscrive, per volere di Sartorius, all'Accademia del Duellante, utilizzando un deck composto da carte trovate nel magazzino del negozio della scuola e venendo sconfitto da Jaden (episodio 53). Successivamente, in occasione di un evento speciale, affronta Zane in duello, utilizzando un deck composto da Eroi Elementali e riesce a sconfiggerlo duramente (episodio 57). Ritorna, dunque, all'accademia per ottenere la propria rivincita contro Jaden: all'inizio del duello si dimostra alla pari col protagonista, utilizzando sempre Eroi Elementali, ma poco dopo rivela il suo vero deck, composto da Eroi del Destino, sconfiggendo Jaden (episodi 58-59). In realtà, Aster agisce per volere di Sartorius e gli viene ordinato di rilevare il dormitorio Slifer Rosso affrontando Alexis (in veste di rappresentante degli Slifer) per ordine di Bonaparte; al posto della ragazza, però, duella Jaden, che riesce a prendersi la rivincita utilizzando i suoi nuovi mostri, i Neo-Spaziali (episodi 67-68). In un secondo momento, però, avendo scoperto i loschi piani di Sartorius, decide di ribellarsi ed entra nuovamente in competizione con Jaden, ritenuto da Sartorius il "duellante eletto" (ovvero, colui che lo avrebbe potuto sconfiggere). La ricerca disperata di suo padre e dell'ultima sua creazione lo porta scoprire l'amara verità: Grande D, lo storico tutore dello stesso Aster, soggiogato dalla Luce di Distruzione, aveva rubato la carta Plasma - Eroe del Destino e assassinato il sig. Phoenix dieci anni prima e, per depistare la polizia, prese Aster come tutore; giunto alla scoperta della verità, tra i due nasce un duello, dal quale ne esce vincitore Aster, riconquistando la carta di suo padre (episodio 98). Quando poi gli viene affidata una delle due chiavi che controllano il satellite, Aster affronta in duello il suo amico Sartorius, soffocato dalla Luce di Distruzione, venendo però duramente sconfitto (episodi 100-101). Jaden affronta a quel punto Sartorius e riesce a sconfiggerlo, oltre che a salvare Aster da una fine orribile in una pozza di lava (episodio 102). Nella terza serie, rimane intrappolato anche lui nella dimensione parallela di Yubel, cercando di fermare il tentativo di Adrian di conquistare il potere di Exodia, fallendo miseramente (episodio 145). Nella quarta stagione, assume Chazz come assistente personale e viene poi da lui sconfitto (episodio 166). Aster appare anche nella serie Yu-Gi-Oh! Arc-V (episodio 110) come capo di Academia. Come già detto, il suo primo "deck" era composto da carte miste, la cui più forte era Archlord Zerato; il secondo, provvisorio, è composto da Eroi Elementali, come quello di Jaden, mentre il suo vero deck è composto da Eroi del Destino. "Edo Fenikkusu" è un gioco di parole giapponese: le fenici (il cognome si traduce "fenice") erano comunemente raffigurate nell'arte del periodo Edo. Il nome "Aster" vuol dire "stella", significati adatti nel caso di Aster, causa la celebrità, nella serie, del personaggio.
Doppiato da: Akira Ishida, Asako Yoshida (da bambino) (ed. giapponese), Simone D'Andrea, Cinzia Massironi (da bambino), Davide Fumagalli (Yu-Gi-Oh! Arc-V) (ed. italiana)

### Tyranno Hassleberry
Tyranno Hassleberry, chiamato Kenzan Tyranno (ティラノ剣山?, Tirano Kenzan) nella versione originale, è un duellante del primo anno del Ra Giallo che appare nella seconda stagione, precisamente nell'episodio 53. Prima di diventare amico di Jaden e del resto del gruppo, era un bulletto che, accompagnato da un manipolo di suoi compagni di dormitorio (suoi accaniti sostenitori), si piazzava sul ponte del fiume dell'isola dell'accademia sfidando chiunque vi ci passasse sopra e chiedendo come premio in palio, in caso di sua vittoria, il Dueling Disk dell'avversario (questo episodio fa riferimento al famoso scontro tra Yoshitsune e Benkei sul ponte di Gojo). Viene però affrontato da Jaden e sconfitto, per poi affezionarsi a lui, trasferendosi subito al dormitorio degli Slifer, pur essendo un Ra (episodio 55). Prima di iscriversi all'Accademia del Duellante, inoltre, aveva l'abitudine di studiare i fossili dei dinosauri; a causa di un incidente durante uno scavo archeologico, perse un osso di una gamba e quest'osso gli venne poi sostituito con un osso di un fossile di dinosauro; in tal modo, ha unito il suo DNA con quello di un dinosauro. 
È un personaggio forte, combattivo e un po' sempliciotto, anche se spesso si fa prendere da rabbia smisurata. Vista la sua enorme forza, Sartorius tenta di farlo entrare nella Società della Luce sfidandolo a duello; sebbene Hassleberry perda il duello, non si unisce a lui, confermando la sua enorme forza di volontà. Nell'episodio 80, si prende una cotta per Alice, una bambola di porcellana, rimanendo poi deluso dalla sua sparizione dopo la sconfitta del giocattolo in duello a opera di Jaden (in realtà, era uno spirito contenuto nella bambola). Sviluppa un forte legame d'amicizia anche con Syrus, anche se spesso i due litigano per motivi futili e, nella quarta stagione, lo si vede spesso in coppia con Blair, con cui pare molto in sintonia. Il suo deck è appunto formato da carte di tipo dinosauro, le cui carte più forti sono Tiranno Oscuro, Tirannosauro Finale e Tiranno Super Conduttore.
Doppiato da: Hiroshi Shimozaki (ed. giapponese), Diego Sabre (ed. italiana)

### Jesse Andersen
Jesse Andersen, chiamato Jesse Anderson nella versione internazionale e Johan Andersen (ヨハン・アンデルセン?, Yohan Anderusen) in quella originale, è uno studente del terzo anno dell'Accademia del Nord arrivato all'Accademia del Duellante secondo un piano di scambio culturale tra le due scuole. È molto simile a Jaden (sia di carattere che d'aspetto fisico) e non appena arriva all'accademia stringe subito amicizia proprio con Jaden, presentandosi in ritardo alla cerimonia di benvenuto organizzata da Sheppard, proprio come aveva fatto Jaden all'inizio della serie (presentandosi in ritardo all'esame d'ammissione). Di lì a poco, il professor Viper organizza un duello d'apertura proprio tra i due neo amici in cui è Jaden a prevalere, nonostante la bravura di Jesse (episodi 106-107). I due passano insieme molto tempo, scoprendo molte affinità tra di loro, cosa che fa ingelosire Syrus, da sempre considerato il migliore amico di Jaden. Decide di collaborare con Jaden, Alexis, Jim e Axel per cercare di fermare il piano malvagio di Viper e dei suoi Bio-bend, arrivando a scontrarsi con Trapper, un ladro di carte ingaggiato da Viper stesso per fermarlo, uscendone vittorioso (episodi 115-116). Al termine del duello tra Jaden e Viper (episodio 119), Jesse e gli altri finiscono in un'altra dimensione; tra duellanti-zombie, mostri reali e l'incombente minaccia di Yubel (celatasi nel corpo di Marcel Bonaparte), Jesse e Jaden riescono a salvare Blair e il resto della scuola, duellando proprio contro Marcel. Durante il duello, inoltre, Jesse riesce a evocare il suo mostro più forte, il leggendario Drago Arcobaleno, ma decide di sacrificarsi facendosi rapire da Yubel (che aveva lasciato il corpo di Marcel) per salvare il resto del gruppo, sparendo in un'altra dimensione. 
Jaden, turbato per la mancanza dell'amico, decide di andare a soccorrerlo con gli altri in un'altra dimensione, ma il viaggio si trasforma in un inferno. Yubel, infatti, preso il possesso del corpo di Jesse, riesce a sconfiggere Zane ma, durante il duello finale con Jaden, perde il controllo del corpo della sua vittima, che torna normale. Nella quarta stagione, riappare verso la fine della serie per aiutare Jaden nel duello finale contro Yusuke Fujiwara in una battle royal a tre, venendo però sconfitto, decidendo di sacrificarsi per far proseguire Jaden nel duello (episodio 176). Infine, dopo la sconfitta di Nightshroud, partecipa alla festa di fine anno con Jaden e gli altri. 
Il suo deck è composto dalle celebri Bestie Cristallo; a tal proposito, furono proprio le sette carte delle Bestie Cristallo, create da Pegasus, a volere Jesse come loro proprietario e, da allora, tra loro nacque un forte legame (un po' come quello tra Jaden e i Neo-Spaziali). Nel periodo in cui Jesse è posseduto da Yubel, utilizza due deck: uno composto dalle Bestie Cristallo Oscure, ovvero versioni malvagie delle Bestie Cristallo, con il relativo Drago Arcobaleno Oscuro, e il secondo dalle tre Bestie Sacre e da creature oscure come Squirmer della Tomba, Spaccacielo Fantasma e Golem Tritatutto. Nella versione originale della serie, Jesse ha origini scandinave, mentre nell'edizione internazionale sembra provenire dal sud degli Stati Uniti. 
Doppiato da: Kaneko Irie (ed. giapponese), Renato Novara (ed. italiana)

### James "Jim" Crocodile Cook
James "Jim" Crocodile Cook (ジム・クロコダイル・クック?, Jimu Kurokodairu Kukku) è uno studente dell'Accademia del Sud. Il suo nome probabilmente deriva dal Capitano James Cook. Quando era poco più che un bambino, cadde giù da una rupe per impedire al suo coccodrillo Shirley (Karen nella versione originale) di finire dentro una trappola per animali. Si risvegliò alcune ore dopo con un antico manufatto, conosciuto come Occhio di Orichalcum (Orichalcum Eye), incastonato nell'occhio destro; tuttavia, non si conoscono i veri poteri di questo oggetto, ma si presuppone che possa rilevare la vera natura delle persone. Jim è un esperto geologo e archeologo e in passato ha preso parte a degli scavi sui dinosauri. Inoltre, utilizza un Dueling Disk la cui forma ricorda quella di un boomerang. Il suo deck è composto da mostri di tipo roccia o mostri fossili, tra cui spiccano Guerriero Fossile Cavaliere Teschio e Pachicefalosauro Fossile.
Doppiato da: Naoya Iwahashi (ed. giapponese), Paolo De Santis (ed. italiana)

### Adrian Gecko
Adrian Gecko, chiamato Amon Garam (アモン・ガラム?, Amon Garamu) nella versione originale, è il figlio adottivo della ricca famiglia Gecko e poi spia per loro conto. Si unirà volontariamente a Yubel per i suoi scopi di gloria, in quanto venne adottato per ereditare l'impero della potente famiglia, ma quando ai suoi genitori nacque un figlio naturale, fu declassato a suo protettore. L'unica sua vera e fedele amica è sua sorella Echo e con lei tenterà di far suo il potere di Exodia e dominare la dimensione in cui Yubel li ha portati; Aster cercherà di fermarlo, ma fallirà miseramente (episodi 144-145). Riesce a mettere in difficoltà anche Yubel, finché ella non sfrutterà proprio le tenebre di Echo per porre fine alle ambizioni di Adrian e sconfiggerlo (episodi 149-150). Il suo destino rimane ignoto. Il suo deck è basato sui mostri Nubiani e carte correlate alle nuvole (che da bambino orfano guardava tutto il giorno), mentre nella dimensione in cui lo trasporta Yubel il suo deck si basa sull'evocazione di Exodia il Proibito, utilizzando anche la sua potente controparte chiamata Exodius, il Signore Proibito Finale e Re Nebbia. Il suo nome originale è una versione storpiata di Amun, il dio egizio dell'aria.
Doppiato da: Nobuya Mine, Saori Terai (da bambino) (ed. giapponese), Gianluca Iacono (ed. italiana)

### Axel Broadie
Axel Brodie, chiamato Austin O'Brien (オースチン・オブライエン?, Ōsuchin Oburaien) nella versione originale, è inizialmente il braccio destro del professor Viper, successivamente si unirà al gruppo di Jaden. È grosso, possente ed è di carnagione scura. Negli episodi 142 e 143, si batte contro il Sovrano Supremo: il duello finisce con un pareggio e il Sovrano Supremo, che era Jaden, ritorna normale grazie all'Occhio di Orichalcum, mentre Axel finisce "alle stelle". Ritornerà, insieme agli altri studenti dell'Accademia del Duellante, quando l'anima di Jaden si unirà a quella Yubel tramite la carta Super-Polimerizzazione. Axel, da bambino, ha avuto un incidente con i suoi genitori in macchina e, potendone salvare solo uno, scelse suo padre, che interpreta anche come Destino Fuoco Vulcanico (la sua carta preferita). Nella quarta stagione, avrà nuovamente modo di aiutare Jaden contro Trueman e, dopo la sconfitta di Nightshroud, parteciperà alla festa di fine anno di Jaden e gli altri. Il suo deck è composto da mostri Vulcanici e la sua carta simbolo è Destino Fuoco Vulcanico.
Doppiato da: Naru Kawamoto (ed. giapponese), Massimo Di Benedetto (ed. italiana)

## Nemici

### Cavalieri delle Ombre
Sono i nemici della prima stagione dell'anime. Il loro obiettivo è ottenere le chiavi necessarie ad aprire i Cancelli degli Spiriti, dove sono custodite le carte delle tre Bestie Sacre, che interessano al loro capo.
- Nightshroud, chiamato Darkness nella versione originale, alter ego di Atticus Rhodes, fratello di Alexis. Fu rapito da Kagemaru dopo che questi aveva scoperto che in lui risiedeva un immenso potere delle ombre (Nightshroud, appunto), e appare la prima volta per sconfiggere Jaden, da cui però viene sconfitto, facendo sì che Atticus torni normale e che il potere di Nightshroud sia sigillato in una carta "anonima" che raffigura la maschera del Cavaliere circondata da catene. Nella seconda stagione, Atticus libera nuovamente il potere di Nightshroud nel tentativo di far tornare Zane quello di un tempo, ma durante il duello sarà soggiogato nuovamente dalla volontà oscura, da cui si libera solo attraverso la sconfitta per mano di Zane il quale, però, non ritorna sui suoi passi, essendo quest'ultimo cambiato caratterialmente in maniera radicale e non posseduto da forze oscure. Il suo deck si basa su Drago Oscuro Occhi Rossi e carte a lui correlate.

- Camula (カミューラ?, Kamyūra) è l'ultima vampira esistente. Secoli fa, la sua razza e quella umana vivevano in pace, finché un giorno scoppiò un conflitto e, infine, i vampiri vennero debellati. Lei si salvò e si addormentò in una bara per anni; Kagemaru la ritrovò e la convinse a servirla. Si rivelerà un'avversaria particolarmente capace e ostica, vincendo i duelli contro Crowler e Zane (ricattandolo con la vita del fratello), ma sarà fermata da Jaden e verrà distrutta dalla sua stessa carta maligna. Il suo deck è formato da mostri zombie, legati ai vampiri, tra cui la potente Genesi Vampira, e una particolare carta magia molto potente, Cancello dell'Illusione, che, tuttavia, richiede il sacrificio di un'anima: Camula è solita usare quella di persone all'esterno del duello, soprattutto amici dei suoi avversari, ma quando Jaden li protegge grazie al suo amuleto, si sacrifica lei stessa e, perdendo il duello, perde anche l'anima e sparisce. Le sue vittime (Crowler e Zane) si ritrovano imprigionate in bamboline simili a quelle voodoo e tornano normali dopo la sua sconfitta.

Doppiata da: Kanako Irie (ed. giapponese), Dania Cericola (ed. italiana)
- Tania (タニヤ?, Taniya), che, in realtà, non altro è che uno spirito dei mostri dei duelli (per l'esattezza di Tigre Amazzones), è una donna forte e autoritaria che, oltre alla sua missione, cerca un uomo alla sua altezza. Caratterizzata da un corpo insolitamente muscoloso per una donna, ha un fascino molto influente, al punto da convincere i giovani allievi dell'Accademia (incluso anche Crowler[N 1]) a costruirle la sua Arena-Colosseo. In un primo duello, affronta Bastion, facendolo innamorare di sé e vincendolo, abbandonandolo poi perché debole; affronta poi Jaden, che la sconfigge e fa rinsavire Bastion. Alla sua sconfitta, riassume le sue vere fattezze e sparisce. Riappare in forma umana nella terza serie, per aiutare Jaden e gli altri nel viaggio tra le dimensioni alla ricerca di Jesse. Possiede due deck (chiamati della "forza" e della "conoscenza") basati sulle carte Amazzones e sulla carta magia terreno Arena delle Amazzoni, che chiede il pagamento di un'anima a fine duello e permette ai due sfidanti di confrontarsi direttamente con la loro forza spirituale.

Doppiata da: Kazue Komiya (ed. giapponese), ? (1ª stagione), Marina Thovez (3ª stagione) (ed. italiana)
- Don Zaloog (首領－ザルーグ?, Shuryō Zarūgu), spirito del mostro della rispettiva carta, insieme ai suoi colleghi del gruppo Dark Scorpion, entrano in scena per rubare le chiavi ai protagonisti, intrufolandosi come: uno studente dello Slifer Rosso (Chick il Codardo), un'infermiera (Meanae la Spina), un bidello (Gorg il Forte), una guardia giurata (Cliff il Rimuovi-Trappole) e un investigatore privato (Zaloog stesso). Riescono a rubare le chiavi, ma non possono usarle, in quanto vanno vinte in un duello. Zaloog sfida Chazz e lo affronta giocando con un deck che presenta i suoi colleghi, se stesso e le varie carte a loro collegate, ma vengono sconfitti ed entrano a far parte del deck di Chazz, per quanto a lui non piaccia, in quanto faranno baldoria con gli altri mostri, tra cui gli Ojama.

Doppiato da: Taiten Kusunoki (ed. giapponese), Pietro Ubaldi (ed. italiana)
- Abidos III (アビドス３世?, Abidosu San-sei), è un antico faraone egizio ridestato da Kagemaru, che si credeva invincibile, poiché ai suoi tempi nessuno lo aveva mai sconfitto a un Gioco delle Ombre (l'antenato del Duel Monsters), ma Jaden gli fa comprendere la verità, cioè che i suoi servitori lo lasciavano vincere in quanto faraone. Ciononostante, riesce a dare del filo da torcere al protagonista prima di essere sconfitto. Il suo Deck è legato a mostri dell'antico Egitto, tra cui il suo mostro più potente, Spirito del Faraone.

Doppiato da: Mamoru Miyano (ed. giapponese), Paolo Sesana (ed. italiana)
- Titan (タイタン?, Taitan) è un duellante già affrontato e battuto da Jaden all'inizio della prima stagione, precisamente negli episodi 5-6. Era un imbroglione, ingaggiato da Crowler per spaventare Jaden, che con l'ipnosi fingeva di possedere i poteri delle Ombre e di poter riprodurre i Giochi delle Ombre. Dopo la sconfitta contro Jaden, finì imprigionato in un'altra dimensione, avendo duellato nel dormitorio abbandonato, ove risiedevano veri poteri delle ombre. In balia di oscure creature, Kagemaru lo salvò, offrendogli il potere e la possibilità di vendicarsi. Affronterà Alexis come Cavaliere delle Ombre, venendo poi sconfitto e tornando prigioniero di quel mondo. In precedenza, lavorava in un circo (come ipnotizzatore, probabilmente) e aveva una famiglia, che gli manca, e di cui invoca il ricordo nelle due volte in cui viene sconfitto, prima di sparire. Nel primo duello contro Jaden, usa un deck basato sui mostri Arcidemoni; contro Alexis, invece, usa un particolare deck demone, basato sulla carta magia terreno Arena delle Tenebre e sul mostro Demone Matador.

Doppiato da: Norio Wakamoto (ed. giapponese), Massimiliano Lotti (ed. italiana)
- Amnael (アムナエル?, Amunaeru) è un corpo artificiale creato con l'alchimia dal professor Banner (identico all'originale, solo con capelli bianchi e il volto con evidenti vene) e in cui trasferisce la propria anima verso la fine della prima stagione per affrontare i protagonisti e prenderne le chiavi. Per tutta la serie, come insegnante, si fingerà amichevole e sbadato, mentre in realtà organizzerà vari piani per testare Jaden per conto di Kagemaru, quindi rivelerà la sua natura imprigionando, dopo averli sconfitti, Alexis, Chazz e Atticus. Nel corso del duello, mentirà a Jaden per far vacillare la fiducia del ragazzo, ma infine questi vincerà. Nonostante le apparenze, egli è davvero dalla parte di Jaden e lo ha combattuto solo per prepararlo a combattere Kagemaru. Dopo la sconfitta, entrambi i suoi corpi si polverizzano e, per il resto della serie, apparirà per suggerire al protagonista come spirito luccicante, spesso ingoiato dal suo stesso gatto ciccione Faraone. Usa un particolare deck basato sull'alchimia (essendo un abile alchimista, come dimostra la creazione del suo corpo artificiale): nella prima parte del duello contro Jaden, utilizza carte alchemiche, tra cui il potente Homunculus Dorato, le bestie alchemiche (mostri in grado di attaccare direttamente l'avversario) sfruttando il potere della carta magia Distillatoio del Caos (carta che rimuove dal gioco tutte le carte del proprietario che, per regolamento, andrebbero al Cimitero) mentre, nella seconda parte, userà i mostri "primordiali", come Helios - Il Sole Primordiale e le sue evoluzioni, basandosi questa volta sulla carta trappola Macro Cosmo. Possiede, inoltre, una carta che affiderà a Jaden per affrontare Kagemaru e le Bestie Sacre, Sabatiel - La Pietra Filosofale (che era appunto l'utopia di ogni alchimista).

- Kagemaru (影 丸?) è il capo e fondatore dei Cavalieri delle Ombre, nonché il primo cancelliere dell'Accademia dei Duellanti e, per questo, conosce il segreto delle tre carte delle Bestie Sacre. Molto vecchio, sopravvive solo immerso in uno speciale macchinario; desidera le tre carte e la forza del duellante di Jaden per controllarle completamente e usarle per assorbire le energie di tutti gli spiriti dei Duel Monsters presenti nelle carte e ottenere l'eterna giovinezza; nonostante l'utilizzo dei tre mostri nel duello finale con Jaden, ne uscirà sconfitto (anche grazie a Sabatiel). Jaden gli farà capire che la vitalità non sta solo in un corpo giovane e lo spronerà ad affrontare la vita. Riappare in uno dei primi episodi della quarta stagione insieme a Sartorius, sentendosi in parte responsabile del destino che ora è sulle spalle di Jaden.

Doppiato da: Mugihito (ed. giapponese da anziano), Nobutoshi Canna (ed. giapponese da giovane), Oliviero Corbetta (italiano ep. 27, 29, 40, 158), Francesco Orlando (italiano ep. 33), Paolo Sesana (italiano ep. 41, 48-49)

### Società della Luce
Organizzazione misteriosa, fondata e comandata da Sartorius, i cui membri hanno subito tutti un lavaggio del cervello da parte forza nota come "Luce di Distruzione", perdendo del tutto la volontà e la ragione e diventando veri e propri schiavi, alcuni quasi zombie.

#### Luce di Distruzione
La Luce di Distruzione (破滅 の 光?, Hametsu no Hikari) è un'entità aliena extra-dimensionale, proveniente da un buco bianco (localizzato dai tecnici di Pegasus) che, a differenza di un buco nero, anziché assorbire, espelle nel nostro universo energia, la Luce di Distruzione appunto e, secondo Pegasus, questa forza arriva sulla Terra nei momenti del massimo picco di attività del buco bianco e, ogni volta, scatena grandi disastri o conflitti. Dieci anni prima della serie vera e propria, giunse sulla Terra, insinuandosi nell'ultima carta creata dal padre di Aster Phoenix (Plasma - Eroe del Destino), che uccise (assorbì nella versione occidentale) l'anima del suo stesso creatore e piegò al suo volere il ladro penetrato in casa per rubare proprio quella carta. Questa renderà l'uomo, noto come Grande D (colui che aveva rubato la carta), il campione mondiale dei tornei dei professionisti di Duel Monsters per ben un decennio, mentre l'essenza di Luce di Distruzione prenderà possesso fisso del corpo del veggente Sartorius. L'obiettivo di questa forza maligna è distruggere il genere umano.
Sembra che i mostri Neo-Spaziali di Jaden abbiano combattuto una dura battaglia contro questa forza e i suoi seguaci nel piano dimensionale noto come Neo-Spazio. Inoltre, anche se non ben chiaro nella versione occidentale, pare che sia stata l'influenza di questa forza a far impazzire Yubel mentre era nello spazio.

#### Sartorius
Sartorius, chiamato Takuma Saiō (斎王 琢磨?, Saiō Takuma) nella versione originale, è il corpo ospite principale di "Luce di Distruzione", nonché veggente, i cui poteri sono stati amplificati dalla possessione dell'entità aliena. Sporadicamente, la vera anima di Sartorius riemerge, ma ne viene presto soggiogata, e gli ultimi frammenti di umanità si rifugiano nei ricordi più profondi di Aster. Ha anche una sorella di nome Sabrina.
Sartorius è il capo ufficiale della Società della Luce e, tramite i poteri della premonizione, riesce a individuare quali duellanti soggiogare e quali minacce possono intralciarlo. Per far questo passa, inoltre, per un famoso agente di duellanti (tra cui lo stesso Aster) che sono, in realtà, coloro che ha soggiogato.
Egli legge le carte dei tarocchi e il suo deck, Energia Arcana, si basa su mostri e carte relative ai suddetti, i cui effetti cambiano a seconda che, su scelta dell'avversario, si trovino a testa in su o a testa in giù. Alcune di esse rappresentano individui importanti (Energia Arcana VIII - La Forza, per esempio, rappresenta Hassleberry, mentre Energia Arcana XII - L'Impiccato rappresenta Chazz). Jaden è l'unico che riesce a bloccare le previsioni, che si rivelano sempre sbagliate sul suo conto.
Verso la fine della seconda serie, la Luce di Distruzione prende il completo possesso del corpo di Sartorius, deformandone la fisionomia e rendendolo completamente folle, finché Jaden non riuscirà a sconfiggerlo e a liberarlo dal controllo mentale, facendolo rinsavire. Sartorius è l'antagonista più potente mai apparso nell'universo Yu-Gi-Oh!. Dotato di poteri in grado di rendere inutile ogni altro essere senziente, può, infatti, annullarne il destino e plasmarlo a suo piacimento. 
Nella quarta serie, appare in un primo momento ad assistere Kagemaru e a scusarsi con Jaden per il passato; in seguito, per salvare la sorella, vittima di Trueman, si scontrerà con Jaden, usando sempre un mazzo Energia Arcana, ma con nuova strategia, basata su Energia Arcana 0 - Il Folle (che rappresenta Jaden stesso) ed Energia Arcana EX - Il Signore delle Tenebre (in contrasto col mostro principale usato sotto il controllo dell'entità aliena, Energia Arcana EX - Il Signore della Luce).
Doppiato da: Takehito Koyasu (ed. giapponese), Paolo Sesana (ed. italiana)

#### Grande D
Il Grande D, il cui vero nome è Kyle Jables, chiamato DD nella versione originale, è l'ospite temporaneo di Luce di Distruzione, nonché il suo primo "soggiogato", e grazie a essa è diventato per un decennio il campione mondiale dei professionisti di Duel Monsters. Prima di allora, era un poveraccio che, incontrato casualmente il giovane Aster, sentì da lui che il padre aveva creato una nuova potentissima carta di Duel Monsters. Nella speranza di ottenerla e cambiare vita, egli tentò di rubarla, ma venne scoperto dal padre di Aster; proprio in quel momento, si manifestò "Luce di Distruzione", che portò alla morte (sparizione nella versione internazionale) del sig. Phoenix. Per non destare i sospetti della polizia, Grande D prese, per fargli da tutore, Aster e lo crebbe, facendo di lui un campione. Successivamente, porterà la carta da Sartorius per fare una previsione e in quest'occasione la Luce di Distruzione troverà nel veggente il suo corpo definitivo.
Dieci anni dopo, userà in diretta mondiale la carta scomparsa in un duello e Aster andrà da lui per scoprire la verità, che Grande D gli rivelerà con il sorriso sulle labbra, venendo poi sconfitto da Aster, che si riprenderà la carta del padre, ovvero il potentissimo Plasma - Eroe del Destino, mentre Grande D morirà nell'incendio della sua nave (a differenza della versione internazionale in cui sparisce semplicemente).
Il suo deck è composto per lo più da carte magia che gli permettono di evocare Plasma - Eroe del Destino, come Santuario del Demone (in più copie) e Quaderno del Plasma. L'unico mostro che viene mostrato è Enigma il Creatore. Il suo punto di forza, però, come già detto, resta Plasma che, potenziato con la carta magia D - Forza, risulta pressoché imbattibile.
Doppiato da: Kazuhiko Inoue (ed. giapponese), Marco Balzarotti (ed. italiana)

#### Sabrina
Sabrina, chiamata Sarina nella versione internazionale e Mizuchi Saiō (斎王美寿知?, Saiō Mizuchi) in quella originale, è la sorella di Sartorius e una sacerdotessa shintoista dai grandi poteri. Col fratello, è cresciuta in povertà, allontanati dalla società, che temeva i loro poteri. All'inizio, sembrerà una nemica che, per conto di Sartorius, metterà alla prova Jaden e Aster con i suoi sottoposti e poi personalmente (durante la gita nella città natale di Yugi, Domino). Alla sua sconfitta, rivelerà che solo loro due possono salvare il fratello, prima di sparire nel mondo digitale creato appositamente per il duello dalla Kaiba Corporation.
Alla fine della seconda stagione, si ritirerà assieme al fratello per vivere serenamente, ma nella quarta stagione diventerà vittima di Nightshroud, per poi tornare normale con la sua sconfitta.
Utilizza un particolare deck che ha come tema gli specchi, il cui mostro principale è il potente e indistruttibile Creatore Oscuro.
Doppiata da: Sakurai Tomo (ed. giapponese), Cinzia Massironi (ed. italiana)

#### Principe Ojin
Il Principe Ojin (オージーン 王子?, Ōjīn Ōji), è il sovrano del regno di Misgarth nonché campione duellante, particolarmente noto per l'uso del deck macchina, la cui carta più forte è Cannone Satellite, con cui riesce a vincere al solo primo turno. Fin da piccolo, era sempre rimasto solo, senza amici, accudito dalla sua fedele tutrice Linda (Lynd (リンド?, Rindo) nella versione originale). Parteciperà al Torneo GX e verrà battuto da Sartorius in zero turni dell'avversario, grazie ai poteri delle sue carte, e probabilmente alle sue doti di veggente, che rivolteranno la strategia di Ojin contro lui stesso, senza che fisicamente questi gli permetta di iniziare il suo turno. Il suo regno possiede un particolare satellite indispensabile al piano di "Luce di Distruzione" e che gli permetterà di distruggere il genere umano (soggiogarlo nella versione internazionale).
Verrà inoltre usato per un duello contro Jaden e sarà lui ad attivare il satellite, poi distrutto dai poteri combinati del mostro Neos Luminoso Eroe Elementale (di Jaden) e della forza di dinosauro di Hassleberry. Dopo la sconfitta subita contro Jaden, Ojin rinsavisce e considera il fatto di non essere affatto solo, vista la presenza amica di Linda.
Doppiato da: Hisayoshi Suganuma, Rumine Fukuzawa (da bambino) (ed. giapponese), Ivo De Palma, Cinzia Massironi (da bambino) (ed. italiana)

### Gruppo di Yubel

#### Yubel
Nemica principale della terza stagione, Yubel (ユベル?, Yuberu) è un potente spirito di Duel Monsters e carta preferita di Jaden, quando era bambino. Il suo compito era proteggerlo (in quanto, in una vita passata, ella si fece trasmutare in un mostro proprio per questo), ma il suo atteggiamento era troppo aggressivo e causava danni a chiunque Jaden avesse intorno e lo stesso Jaden risentiva della sua influenza; quindi, la fece lanciare nello spazio, insieme alle carte da lui inventate per il concorso di Seto Kaiba (gli eroi Neo-Spaziali); qui, influenzata anche da Luce di Distruzione, impazzì e, tornata sulla Terra, era decisa a distruggere tutto per proteggere Jaden: difatti, tenterà di usare il suo potere (ottenuto durante il periodo come "Sovrano Supremo"), incarnato nella carta Super-Polimerizzazione, per fondere tutte le dimensioni esistenti in un'unica dimensione in cui esisteranno solo lei e Jaden. Sfrutterà diversi umani per realizzare il suo obiettivo. Il suo deck è basato sulla sua stessa carta mostro e diverse accessorie, utili anche per ottenere la carta Super-Polimerizzazione nel deck di Jaden. Alla fine della terza stagione, Jaden l'affronterà in duello e lascerà che s'impossessi di Super-Polimerizzazione solo per fondersi con lei e farla tornare alla lucidità. Nella quarta stagione, sarà al suo fianco, aiutandolo e proteggendolo dalle forze di Nightshroud, e donandogli grandi poteri (risultando in un certo senso simile ad Atem per Yugi). Nella versione occidentale della serie il personaggio è stata resa di sesso femminile per via delle sue sembianze, mentre nell'edizione originale è di sesso sconosciuto (nonostante probabilmente è anche in originale di sesso femminile) .
Doppiato da: Hiromi Tsuru (ed. giapponese), Cinzia Massironi (ed. italiana)

#### Thelonius Viper
Il professor Thelonius Viper, chiamato Cobra (プロフェッサー・コブラ?, Purofessā Kobura) nella versione originale, è un ex militare, il primo umano che ritrova la carta di Yubel durante una missione; questa le promette di resuscitare il figlio (investito da un'auto) in cambio del suo aiuto. Diventerà un insegnante dell'accademia e organizzerà i duelli survival per raccogliere energie dei duelli dagli studenti (tramite i Bio-Bend di sua ideazione) e ridare forze a Yubel. Affronterà in un corpo a corpo Adrian Gecko, inviato per scoprire i suoi piani e poi in un duello Jaden, che lo batterà; al che Yubel lo abbandonerà, avendo ottenuto abbastanza energia, e Viper scomparirà (morendo probabilmente), con il pensiero di riabbracciare il figlio. Il suo deck è basato su mostri serpenti, i mostri Veleno, le cui carte più forti sono Vennominon - il Re dei Serpenti Velenosi e l'ancora più letale Vennominaga - la Divinità dei Serpenti Velenosi.
Doppiato da: Masaya Takatsuka (ed. giapponese), Pietro Ubaldi (ed. italiana)

#### Marcel Bonaparte
Marcel Bonaparte, chiamato Martin Kanō (加納マルタン?, Kanō Marutan) nella versione originale, è figlio del nuovo insegnante Bonaparte. Questi tenterà di non far scoprire che sono parenti per non renderlo vittima degli altri studenti, ma ciò deprimerà Marcel al punto da lasciarsi plagiare da Yubel, che ne prenderà possesso e lo userà come corpo quando avrà trasferito la scuola in un'altra dimensione; in questa forma, trasformerà i duellanti in zombie e tenterà di usare le Bestie Sacre e la loro fusione (Armytail, il Fantasma del Chaos) per sconfiggere Jaden e Jesse. Perso il duello, lo abbandonerà ed egli si riunirà al padre. Nella quarta stagione, abbandona l'accademia insieme a Bonaparte per recuperare il tempo che non avevano mai trascorso insieme.
Doppiato da: Asako Yoshida (ed. giapponese), Maurizio Merluzzo (ed. italiana)

### Mondo dell'Oscurità

#### Nightshroud
Nightshroud, anche in questo caso chiamato Darkness (ダークネス?, Dākunesu) nella versione originale, è il nemico principale della quarta stagione (già apparso nella prima stagione come Cavaliere delle Ombre), colui che comanda Trueman e ha posseduto Atticus nella prima serie e Yusuke nella quarta. È l'unico abitante e signore assoluto del Mondo dell'Oscurità, che nacque assieme a quello umano, come sua controparte oscura (l'entità lo paragona al retro di una carta, mentre il mondo umano ne è il lato frontale), formato dalle emozioni negative, come paure e frustrazioni, degli umani. Il suo scopo è portare tutti gli esseri viventi nel suo mondo. Si rivela dopo aver sconfitto Yusuke, assumendo il tetro aspetto di un imponente scheletro ammantato, con il volto di teschio animale. Possiede immensi poteri e può sfruttare a proprio vantaggio le tenebre dell'animo umano; inoltre, sa accorgersi degli altri spiriti del Duel Monsters (come Yubel, che, proteggendo Jaden, diventa bersagliata dall'entità maligna che ruba la carta dal suo deck). Jaden riuscirà a sconfiggerlo usando tutta la sua maestria e salvando il mondo intero, mentre Nightshroud tornerà al suo mondo, ma avvertendo che non cesserà mai di esistere.
Il suo deck si basa fondamentalmente sull'uso di mostri di tipo "Oscurità" e su una carta magia terreno nota come Oscurità, combinata con 5 carte coperte nella sua zona carte magia e trappola, in particolare le carte Zero e Infinito (tuttavia, egli "bara" usando il mostro Occhio dell'Oscurità per conoscere la posizione delle sue carte, che dovrebbero essere messe a caso, coperte, senza guardare).
Doppiato da: Hozumi Gōda (ed. giapponese), Claudio Moneta (ed. italiana)

#### Trueman
Trueman (トゥルーマン?, Turūman) sembra il nemico principale della quarta stagione ma, in realtà, è un sottoposto di Nightshroud. È composto da carte oscure, che raccolgono la negatività nata dagli eventi passati di chi ha tentato di sfruttare il Duel Monsters per i suoi scopi (come Kagemaru e Sartorius), e quindi è in grado di assumere l'aspetto di coloro che sconfigge a duello e di usare i ricordi delle persone a suo vantaggio, modificandoli (senza che colui che li rivive se ne accorga). Viene più volte sconfitto da Jaden, ma riesce a vincere e far sparire tutti i duellanti dell'accademia e gli abitanti della città di Domino (e forse del mondo intero), inviandoli nel Mondo dell'Oscurità. Il suo deck è principalmente basato su Archetypo Oscuro, ma quando interpreta altri individui usa i loro deck.
Doppiato da: Hozumi Gōda (ed. giapponese), Dario Oppido (ed. italiana)

#### Yusuke Fujiwara
Yusuke Fujiwara (藤原優介?) è uno studente sparito nel dormitorio abbandonato prima dell'inizio della serie e, insieme ad Atticus e Zane, era uno dei duellanti migliori. Non si sa che anno frequenti all'Accademia; tuttavia, come Atticus e Zane, indossa la divisa da "senior". Apparirà con la maschera di Nightshroud di Atticus e a capo dei Trueman, affermando di aver compreso la verità della vita e di voler cancellare il passato (suo e di ogni individuo) per cambiare il mondo. Affronterà Atticus, che tenterà di riportarlo alla ragione, ma sul punto di batterlo, Yusuke porterà indietro il tempo e sfrutterà le tenebre che ha trovato nell'animo dell'amico per ribaltare il duello. Affronterà poi anche Jaden e Jesse, ma i suoi trucchi non funzioneranno sul primo, protetto da Yubel e, nonostante riesca a intravedere un frammento di tenebra nel cuore di Jesse (protetto dalle Bestie Cristallo), questo non sarà sufficiente a farlo vincere e sarà sconfitto dalla coppia. Alla fine della stagione, tornerà il ragazzo di prima, libero da Nightshroud.
Yusuke usa un Deck Chiaro che ha una serie di mostri che, nell'anime, non dispongono di alcun attributo e, combinati alla carta magia terreno Mondo Chiaro (che ha effetti negativi su ogni mostro in gioco con attributo), ne fanno un potente avversario. La mancanza di attributo dei suoi mostri è correlata alla sua idea di cancellare il passato e non avere più legami.
Doppiato da: Makoto Naruse (ed. giapponese), Federico Zanandrea (ed. italiana)

#### Onesto
Onesto (オネスト?, Onesuto) appare già sul finale della terza stagione, in penombra. Pare un antagonista importante, insieme a Trueman; in realtà, è solo uno spirito del Duel Monsters in cerca del suo padrone umano, Yusuke Fujiwara, di cui assume le fattezze, e manipola le menti degli altri duellanti per inserirsi nell'accademia e cercarlo. Trueman penserà di sfruttarlo per i suoi scopi, ma Jaden è immune ai suoi poteri e quando Onesto rivelerà la verità si offrirà di accoglierlo nel suo deck finché non avrà trovato Yusuke.
Doppiato da: Takanori Hoshino (ed. giapponese), Marco Balzarotti (ed. italiana)

## Personaggi ricorrenti e minori
Questi sono personaggi che compaiono spesso nella serie o, in caso contrario, sono solo delle comparse. Sono in ordine di apparizione nella stagione in cui compaiono.

### Topher e Conklin
Topher e Conklin, chiamati nella versione originale Taiyō Torimaki (取巻太陽?, Torimaki Taiyō) e Raizō Mototani (慕谷雷蔵?, Mototani Raizō) sono due studenti dell'Obelisk Blu sempre assieme a Chazz, quando questi era nello stesso dormitorio, che appaiono nei primi episodi della prima stagione e poi, sporadicamente, nel resto della serie. Topher ha gli occhiali e i capelli blu, mentre Conklin ha i capelli marroni alzati ed è di corporatura leggermente robusta. Dopo che Chazz viene sconfitto da Jaden, i due decidono di abbandonarlo, ritenendolo un perdente. Nella seconda stagione, sono tra i vari duellanti dell'Obelisk sconfitti da Chazz controllato da Sartorius. Nella versione occidentale non vengono mai nominati e per questo non hanno un loro nome, mentre nel videogioco Yu-Gi-Oh! GX Duel Academy sono chiamati con vari nomi: Topher, Beau o Tori Wakame per il primo, mentre Conklin o Bubba per il secondo. I loro deck sono ignoti nell'anime, mentre nei vari videogiochi ne usano differenti. Nel doppiaggio italiano, Topher cambia due volte il doppiatore, mentre Conklin addirittura tre.
Topher - Doppiato da: Mika Ishibashi (ed. giapponese), Claudio Ridolfo (ep. 2, 4, 10-11), Paolo De Santis (ep. 13, 70) (ed. italiana)

Conklin - Doppiato da: Kenji Iwama (ed. giapponese), Francesco Orlando (ep. 2, 4), Felice Invernici (ep. 13), Walter Rivetti (ep. 70) (ed. italiana)

### Fonda Fontaine
Fonda Fontaine, chiamata Emi Ayukawa (鮎川恵美?, Ayukawa Emi) nella versione originale , è la professoressa dell'Obelisk Blu, l'infermiera dell'accademia, oltre che insegnante di educazione fisica e direttrice del dormitorio femminile degli Obelisk. È molto gentile e premurosa, ma nella terza serie viene soggiogata dai duellanti-zombie, diventando una di loro, per poi tornare normale con la sconfitta di Yubel. In quello stato, duella con Jaden usando un deck composto da carte che, all'aumento dei Life Points dell'avversario, infliggono dei danni, come Reficule Infermiera Decaduta, ma viene da lui sconfitta.
Doppiata da: Michiko Neya (ed. giapponese), Jenny De Cesarei (1ª stagione), Cinzia Massironi (2ª e 3ª stagione) (ed. italiana)

### Dorothy
La signorina Dorothy, chiamata Tome-san (トメ?) nella versione originale, è la capomensa dell'accademia; è una donna di mezza età di statura grossa, ma molto gentile e premurosa. Ha un legame molto stretto con Jaden (e il resto del gruppo), dopo che questi l'aveva aiutata a spingere il suo camioncino in panne. Ignora completamente le regole del Duel Monsters, tentando di duellare, ma fallendo continuamente. Adora inoltre fare il cosplay della Giovane Maga Nera. Sheppard è innamorato di lei e questa sembra ricambiare il sentimento.
Doppiata da: Mariko Nagahama (ed. giapponese), Cinzia Massironi (ed. italiana)

### Sadie
Sadie, chiamata Seiko (セイコ?) nella versione originale, è  una giovane ragazza dal carattere dolce e gentile, che lavora per Dorothy alla caffetteria dell'accademia. Nella serie di videogiochi Yu-Gi-Oh! GX Tag Force sa duellare e usa svariati tipi di deck.
Doppiata da: Yuki Kugimiya (ed. giapponese), Jenny De Cesarei (ed. italiana)

### Mindy e Jasmine
Mindy e Jasmine, chiamate rispettivamente Momoe Hamaguchi (浜口ももえ?, Hamaguchi Momoe) e Junko Makurada (枕田ジュンコ?, Makurada Junko) nella versione originale, sono studentesse dell'Obelisk Blu nonché le migliori amiche di Alexis. Sono due ragazze frivole e pettegole, il cui unico scopo è trovare un ragazzo da amare (in particolare, Mindy arriva a essere attratta addirittura da Chazz e Syrus). Nell'episodio 13, Jasmine viene rapita da Wheeler, una scimmia-duellante, per poi venire liberata da Jaden. Duellano in coppia solo una volta nell'anime, nell'episodio 90, in cui vengono affrontate da Maitre' D, un duellante professionista. Questi riesce a metterle alle strette, fino a quando non cedono il posto ad Alexis, il quale riesce a sconfiggerlo. Nell'anime, i loro deck sono ignoti (si vedono però le carte Sirena Cavaliere e Gatto da Soccorso), mentre nel gioco Jasmine usa un deck composto da mostri bestia alata e Mindy da mostri bestia.
Mindy - Doppiata da: Mariko Nagahama (ed. giapponese), Laura Brambilla (1ª stagione) (ed. italiana)

Jasmine - Doppiata da: Tomomi Yachi (ed. giapponese), ? (prima stagione), Jenny De Cesarei (2ª stagione) (ed. italiana)

### Mr. Huffington
Mr. Huffington, chiamato Kumazō Maeda (前田熊蔵?, Maeda Kumazō) nella versione originale, è il padre di Chumley, nonché un famoso produttore di salsa piccante (sakè e liquori nella versione originale). È stato campione mondiale di Duel Monsters per ben tre anni, e fa di tutto affinché suo figlio ritorni a casa per aiutarlo nella produzione della salsa piccante e, per questo motivo, lo sfida a duello, vincendolo. Tuttavia, permette ugualmente al figlio di restare all'accademia, poiché ha trovato dei veri amici, come Jaden e Syrus.
 Il suo deck è composto da mostri ubriachi e da una particolare carta magia molto potente chiamata Rovescia il Tavolo, che gli permette di vincere in poco tempo il duello.
Doppiato da: Daisuke Gōri (ed. giapponese), Riccardo Lombardo (ed. italiana)

### Para e Dox
Para e Dox, chiamati Mei (迷?) e Kyū (宮?) nella versione originale, sono fratelli duellanti che parlano in rima, già apparsi nella prima stagione della serie principale, dove avevano sfidato, sotto ordine di Pegasus, Yugi Muto e Jonouchi Katsuya (Joey Wheeler) negli episodi 19-21, nel Regno dei Duellanti. Vengono ingaggiati da Crowler per sconfiggere Jaden e Syrus in un duello a coppia che, in caso di sconfitta, sarebbe valsa la loro espulsione dall'accademia. Nonostante la loro superiorità ed esperienza nei duelli a coppia, vengono sconfitti, grazie soprattutto alle mosse finali di Syrus.
 Entrambi i loro deck sono fatti in modo da evocare il potente Guardiano del Cancello e, successivamente, il Guardiano Oscuro.
Para - Doppiato da: Eiji Takemoto (ed. giapponese), Paolo Sesana (ed. italiana)

Dox - Doppiato da: Hitoshi Nishimura (ed. giapponese), Diego Sabre (ed. italiana)

### Wheeler
Wheeler, chiamato SAL - Super Animal Learning nella versione originale, è una scimmia che viveva in un laboratorio sull'isola dell'accademia. Degli scienziati l'avevano resa abile nei duelli, dandole inoltre un casco facciale che traduceva i suoi pensieri in parole. Nell'episodio 13, rapisce Jasmine, l'amica di Alexis, e Jaden, per soccorrerla, affronta e sconfigge la scimmia in duello. Alla fine, grazie anche all'intervento del professor Banner, Wheeler viene liberato e torna insieme ai suoi simili. Riappare inoltre nell'episodio 66, mentre Jaden stava girando per la foresta dell'accademia in preda ai ricordi. Possiede un deck composto da mostri bestia.
Doppiato da: Hidenobu Kiuchi (ed. giapponese), Claudio Moneta (ed. italiana)

### Torrey
Torrey, chiamato Takadera (高寺?) nella versione originale è uno studente dell'Obelisk Blu, indossa gli occhiali e ha i capelli lunghi a caschetto. Lui e due suoi amici, nell'episodio 14, evocano, tramite un rito occulto, la carta mostro Jinzo, e il suo spirito entra nel mondo dei vivi, rapendo lui e gli altri due suoi amici, ma viene sconfitto da Jaden. Riappare insieme ai suoi amici anche nel penultimo episodio della serie, in un fotogramma.
Doppiato da: Takahiro Hirano (ed. giapponese), Simone D'Andrea (ed. italiana)

### Jinzo
Jinzo, chiamato Android - Psycho Shocker (人造人間 －サイコ・ショッカー?, Jinzōningen － Saiko Shokkā) nella versione originale, non è altri che lo spirito della suddetta carta di Duel Monsters. Il suo spirito era stato evocato tramite un rito occulto da tre ragazzi dell'Obelisk Blu, tra cui Torrey. Desideroso di ottenere le loro anime, li rapisce tutti e tre, per poi affrontare Jaden e uscire sconfitto. Usa un deck composto da mostri demone, la cui carta più forte è proprio lui stesso.
Doppiato da: Satoshi Tsuruoka (ed. giapponese), Riccardo Lombardo (ed. italiana)

### Harrington Rosewood
Harrington Rosewood, chiamato Ayanokōji Mitsuru (綾小路 ミツル?, Ayanokōji Mitsuru) è un duellante dell'Obelisk Blu del terzo anno. Molto abile nel tennis, è considerato quasi al livello di Zane. È innamorato di Alexis e fa di tutto per conquistarla, sfidando Jaden in un duello, dove però egli perde.
 Possiede un deck composto da carte relative al tennis, tra cui Big Server e la carta magia Servizio Vincente, che gli permette di vincere il duello in poco tempo.
Doppiato da: Yūji Ueda (ed. giapponese), Simone D'Andrea (ed. italiana)

### Brier e Beauregard
Brier e Beauregard, chiamati Kohara (小原?) e Ohara (大原?) nella versione originale, sono due duellanti del Ra Giallo. Il primo è di statura piccola ed è molto abile nei duelli, anche se molto timoroso e incerto nelle mosse; l'altro è grosso di statura e frequenta l'accademia per diventare progettatore di giochi e, oltre a questo, sembrerebbe non saper duellare. Amici inseparabili, sono stanchi dei continui soprusi da parte degli studenti dell'Obelisk Blu. Per questo motivo, i due si uniscono per umiliare i duellanti dell'Obelisk Blu, in modo che Beauregard possa duellare sotto indicazione di Brier. Vengono però scovati e sconfitti da Jaden, poiché portavano scompiglio nel campus. Possiedono un deck composto da mostri guerriero-bestia. Compaiono anche nel penultimo episodio della serie, in un fotogramma.
Brier - Doppiato da: Chieko Higuchi (ed. giapponese), Massimo Di Benedetto (ed. italiana)

Beauregard - Doppiato da: Holly Kaneko (ed. giapponese), Gianluca Iacono (ed. italiana)

### Damon
Damon, chiamato Taira Taizan (大山平?) nella versione originale, è un duellante dell'Obelisk Blu, vive nella foresta nelle vicinanze dell'accademia. Fin da quando era uno studente, era sempre rimasto deluso dalle carte che pescava, così decise di trasferirsi nella foresta per trovare la sintonia con il suo deck. Per esercitare le sue capacità, ruba continuamente i prelibati panini con l'uovo dalla mensa. Jaden lo scopre e lo sfida a duello, vincendo. Dopo la sconfitta subita, Damon ritorna per un breve periodo come studente all'Accademia. Riappare anche nell'episodio 90 della seconda stagione, dove sfida Mattimatica, un duellante professionista patito della matematica e vincendo. Quando indossa l'uniforme, porta i capelli a caschetto e ha la carnagione più pallida mentre, quando vive nella foresta, è muscoloso e ha un aspetto simile a quello di Tarzan (non a caso il suo cognome originale somiglia al nome del re della giungla). Riappare anche nel penultimo episodio della serie, con l'uniforme, in un fotogramma. Possiede un deck composto da carte che gli permettono di pescare; la sua mossa vincente è la carta trappola Estrazione Miracolosa, con cui Damon, indovinando la carta che pesca, infligge 1000 punti di danno all'avversario. Possiede anche un mostro molto forte di nome Drawler.
Doppiato da: Hiroshi Tsuchida (ed. giapponese), Luigi Rosa (ed. italiana)

### Dimitri
Dimitri, chiamato Kagurazaka (神楽坂?) nella versione originale, è un duellante del Ra Giallo, è molto simile a Yugi. Si tratta di un duellante che non ha un suo stile di gioco e pensa di essere in gamba copiando i deck degli altri duellanti. Ruba il deck di Yugi Muto in occasione di una mostra all'Accademia del Duellante e sfida Jaden, perdendo e capendo che può vincere solo trovando un suo stile di gioco e non copiando quelli degli altri duellanti. Riappare anche nel penultimo episodio della serie, in un fotogramma.
Doppiato da: Satoshi Hino (ed. giapponese), Massimo Di Benedetto (ed. italiana)

### Gerard
Gerard, chiamato Kōsuke Kunisaki (国崎康介?, Kunisaki Kōsuke) nella versione originale, è un giornalista che, nell'episodio 21, entra di nascosto nell'accademia con la divisa da Slifer Rosso, per poter accedere al database del collegio e carpire informazioni sul dormitorio abbandonato e sugli studenti scomparsi. Prima di allora, si imbatte in Jaden, Syrus e Chumley che, convinti che sia un loro compagno di dormitorio, lo prendono in simpatia facendolo pian piano abituare all'ambiente dell'Accademia: in verità, Gerard in passato era stato un duellante famoso ma tutti i suoi sogni erano andati in fumo a causa di vari problemi e si era, di conseguenza, dedicato al giornalismo, facendosi pagare profumatamente per degli scoop. Deciso a mandare in rovina l'accademia con lo scoop sul dormitorio abbandonato, assiste al duello tra Jaden e Bastion, valido per partecipare alla sfida annuale contro l'Accademia del Nord. Alla fine del duello, Gerard cambia idea e decide di non far uscire lo scoop, avendo ritrovato la voglia di duellare che aveva perso in passato.
Doppiato da: Daiki Nakamura (ed. giapponese), Gianluca Iacono (ed. italiana)

### Belowski
Belowski, chiamato Mokeo Motegi (茂木もけ夫?, Motegi Mokeo) nella versione originale, è un duellante di statura minuta dell'Obelisk Blu, fu abbandonato quando era ancora in fasce davanti all'accademia e Crowler si prese cura di lui. Vive chiuso in una sfera, in un nascondiglio segreto, e possiede la capacità di far addormentare il suo avversario. Sfida Jaden sotto ordine di Crowler per farlo cadere in trance, sebbene il ragazzo si dimostri immune al suo potere, ma viene sconfitto. Utilizza un deck composto da mostri fata, come Mokey Mokey (la sua carta preferita), Amante Felice (o Happy Lover) e Haniwa. Riappare nella seconda stagione, nell'episodio 90, duellando contro Elroy Prescot, un celebre professionista, nel corso del Torneo GX e vincendo dopo aver fatto addormentare il suo avversario. Riappare, inoltre, nel penultimo episodio della serie, in un fotogramma.
Doppiato da: Kei Watanabe (ed. giapponese), Simone D'Andrea (ep. 23), Cinzia Massironi (ep. 90) (ed. italiana)

### Trio Ojama
Sono tutti e tre gli spiriti delle suddette carte e sono i migliori amici di Chazz (sebbene questi non lo dia a vedere). Il "leader" del trio è Ojama Giallo, il primo dei tre fratelli, che appare nell'episodio 24, mentre gli altri due Ojama appaiono nell'episodio 35. I tre spiritelli sono bizzarri, eccentrici e divertenti, e spesso risultano molto attaccati a Chazz (da loro chiamato "capo" nel doppiaggio italiano), tanto da suscitare le sue ire. Se si fondono con la carta Polimerizzazione creano Re Ojama. Quando Chazz passa alla Società della Luce, vengono scartati dal suo deck, per poi ritornargli vicino dopo la sua sconfitta grazie a Jaden (episodi 87-88). Nella terza stagione, Ojama Nero e Ojama Verde spariscono e rimane solo Ojama Giallo ad accompagnare Syrus, assistendo al duello finale di Jaden contro Yubel (episodi 150-155). I tre rimangono poi sempre vicini a Chazz.
Ojama Giallo - Doppiato da: Mariko Nagahama (ed. giapponese), Graziano Galoforo (ed. italiana)

Ojama Nero - Doppiato da: Kenji Iwama (ed. giapponese), Riccardo Rovatti (1ª stagione), Walter Rivetti (dalla 2ª stagione) (ed. italiana)

Ojama Verde - Doppiato da: Hiroshi Shimozaki (ed. giapponese), Paolo De Santis (ed. italiana)

### Foster
Foster, chiamato Ichinose (市ノ瀬?), è il direttore dell'Accademia del Nord, oltre che rivale di Sheppard, soprattutto in amore (poiché è anch'egli innamorato di Dorothy). È lui ad aiutare Chazz a diventare un duellante capace di sapersi accontentare delle carte che gli capitano, oltre che a farlo ammettere all'Accademia del Nord.
Doppiato da: Izumi Syrusji (ed. giapponese), Oliviero Corbetta (ed. italiana)

### Zar
Zar (scritto Czar nella versione internazionale) - nell'originale giapponese  Yuri Edogawa (江戸川遊離?, Edogawa Yūri) - è un duellante dell'Accademia del Nord. Nel doppiaggio italiano, parla con un forte accento russo. È grosso e rozzo e, nonostante sia il miglior duellante dell'Accademia del Nord, viene sconfitto da Chazz. Appare poi nel flashback di Lucien Grimley, in cui quest'ultimo venne sconfitto proprio da Zar (episodio 91). Usa un deck misto la cui carta più forte è Metal-Zoa.
Doppiato da: Yoshikazu Nagano (ed. giapponese), Claudio Moneta (ep. 24), Walter Rivetti (ep. 91) (ed. italiana)

### Slade e Jagger Princeton
Slade e Jagger Princeton, chiamati Chōsaku (目長作?) e Shōji Manjōme (万丈目正司?, Manjōme Shōji) nella versione originale, sono i due arroganti e malvagi fratelli di Chazz. Dirigono la Princeton Corporation (un'azienda di carte molto simile alla Kaiba Corporation) e il loro unico obiettivo è dominare il mondo per i loro scopi. Inizialmente, tentano di rendere Chazz un campione (poiché anch'egli era incluso nel loro "progetto di famiglia") offrendogli carte rare ma, dopo la sua sconfitta nella sfida annuale contro Jaden, viene abbandonato da loro, ritenuto ormai un perdente. Riappaiono nell'episodio 35, con l'intento di rilevare l'Accademia del Duellante per raderla al suolo e obbligano Chazz a sfidare Slade con un deck composto da creature con meno di 500 punti d'attacco. Nonostante lo svantaggio, dal duello esce vincitore Chazz, che salva quindi l'accademia. Nell'anime è solo Slade a duellare, usando un deck composto da draghi, il cui mostro più forte è Re Dragone.
Slade - Doppiato da: Takahiro Hirano (ed. giapponese), Gianluca Iacono (ed. italiana)

Jagger - Doppiato da: Makoto Tomita (ed. giapponese), Felice Invernici (ed. italiana)

### Comandante dei Custodi di Tombe
Spirito della suddetta carta, controlla un tempio in una dimensione parallela a quella dove vivono i protagonisti. Un giorno, mentre Jaden insieme ad Alexis, Chumley, Syrus e il prof. Banner erano in visita alle antiche rovine di un tempio, vengono catapultati proprio in quella dimensione. Dato che avevano profanato il suo territorio, il comandante sfida Jaden in un Gioco delle Ombre, dove viene sconfitto dal protagonista e, dopo la sconfitta, gli dona la metà di un antico medaglione, dicendogli che l'altra metà la possiede l'altro duellante che era stato in grado di sconfiggerlo, dopo di lui. Possiede un deck composto da mostri Custode di Tombe, tra cui sé stesso.
Doppiato da: Bin Shimada (ed. giapponese), Marco Balzarotti (ed. italiana)

### Kaibaman
Kaibaman, chiamato Kaibaman Alleato della Giustizia (正義の味方 カイバーマン?, Seigi no Mikata Kaibāman) nella versione originale, come Jinzo, anch'egli non è altri che lo spirito della suddetta carta. Affronta Jaden in una dimensione parallela in cui vivono gli spiriti dei duelli e, incredibilmente, riesce a sconfiggere il protagonista. Tuttavia, si rivela essere solo un sogno di Jaden. Usa un deck simile a quello di Seto Kaiba.
Doppiato da: Kenjirō Tsuda (ed. giapponese), Paolo Sesana (ed. italiana)

### Ammiraglio
L'Ammiraglio, chiamato Admiral nella versione internazionale e Anacis  (アナシス?, Anashisu) in quella originale, è un capitano di nave, nonché un famoso navigatore sottomarino. Con l'intento di poter costruire una nuova Accademia del Duellante sottomarina, sfida Jaden per convincerlo a venire con lui, perdendo. Possiede un deck composto da mostri marini, tra cui Levia-Dragone Dedalo e la carta magia terreno Un Oceano Leggendario.
Doppiato da: Kazuhiko Nishimatsu (ed. giapponese), Pietro Ubaldi (ed. italiana)

### Gorg il Forte, Meanae la Spina, Cliff il Rimuovi-Trappole e Chick il Codardo
Sono tutti e quattro gli spiriti delle medesime carte e fanno parte del gruppo "Dark Scorpion", al servizio del loro capo Don Zaloog, uno dei Sette Cavalieri delle Ombre. S'infiltrano tutti e cinque nell'accademia sotto vari travestimenti e, quando il loro capo viene sconfitto da Chazz nell'episodio 39, si uniscono agli Ojama e ad altri mostri a far baldoria.
Gorg (infiltratosi come un bidello) - Doppiato da: Shinobu Matsumoto (ed. giapponese), Oliviero Corbetta (ed. italiana)

Meanae (infiltratasi come un'infermiera) - Doppiata da: Yukari Ema (ed. giapponese), Cinzia Massironi (ed. italiana)

Cliff (infiltratosi come una guardia giurata) - Doppiato da: Iori Hayashi (ed. giapponese), Francesco Orlando (ed. italiana)

Chick (infiltratosi come uno studente dell'Osiris Red) - Doppiato da: Daisuke Nakamura (ed. giapponese), Felice Invernici (ed. italiana)

### Giovane Maga Nera
Spirito della suddetta carta, appare nell'episodio 42, durante la festa in costume dell'accademia, offrendosi come volontaria in un duello in costume contro Jaden, dove però viene sconfitta. Alla fine della serata, bacia Syrus sulla guancia prima di sparire nel nulla. Usa un deck composto da mostri incantatore, inclusa sé stessa.
Doppiata da: Yuki Nakao (ed. giapponese), Emanuela Pacotto (ed. italiana)

### Pierre the Gambler
Pierre the Gambler, chiamato Mitsuo (ミツオ?) nella versione originale è un esperto giocatore d'azzardo e amico d'infanzia di Alexis, si ripresenta all'accademia, sfidando quest'ultima in un duello in cui, se Alexis avesse perso, sarebbe dovuta andare con lui. Da bambini, Pierre era molto abile nei giochi di carte e, di conseguenza, a ogni partita, chiedeva a un suo coetaneo un oggetto in palio; visto che aveva vinto praticamente tutto ai suoi compagni, Alexis lo sconfisse a Duel Monsters e lui, per ripicca, le rubò il foulard rosso che le aveva regalato sua madre (a cui era molto affezionata). Egli, però, perderà il duello, restituendo il foulard ad Alexis.
 Nell'edizione italiana dell'anime parla con un marcato accento francese. Possiede un deck composto da mostri relativi al gioco d'azzardo, la cui carta più potente è lo Scommettitore della Sabbia (mostro a cui, peraltro, assomiglia molto).
Doppiato da: Anri Katsu (ed. giapponese), Gianluca Iacono, Massimo Di Benedetto (da bambino) (ed. italiana)

### Reginald Van Howel III
Reginald Van Howel III, chiamato Hozan Gokaido (五階堂宝山?, Gokaidō Hōzan) e soprannominato Mr. Elite (エリート君?, Erīto-kun) nella versione originale, è un duellante del primo anno dell'Obelisk Blu, sfida Chazz nell'episodio 54 della seconda stagione, perdendo. È molto arrogante e usa un deck composto da mostri guerriero, la cui carta più forte è Gilford la Leggenda.
Doppiato da: Mika Ishibashi (ed. giapponese), Massimo Di Benedetto (ed. italiana)

### Missy
Missy, chiamata Ran Kochō (胡蝶蘭?, Kochō Ran) nella versione originale, è una duellante dell'Obelisk Blu; è innamorata di Zane. Sfida Syrus in un duello che vale per quest'ultimo la promozione al Ra Giallo, dove ella perde. Possiede un deck composto da mostri insetto, tra cui spicca Principessa Insetto.
Doppiata da: Naoko Matsui (ed. giapponese), Cinzia Massironi (ed. italiana)

### Alieno della Luce
L'Alieno della Luce (光の宇宙人?, Hikari no Uchūjin) è un automa creato dalla Società della Luce per affrontare Jaden, finito nel Neo-Spazio, e convincerlo a unirsi alla società. Sfida Jaden in duello, ma viene sconfitto e neutralizzato. Possiede un deck composto da carte D.D., la cui carta più forte è Candela - la Bestia di Luce.
Doppiato da: Takahiro Hirano (ed. giapponese), Riccardo Rovatti (ed. italiana)

### Sartyr
Sartyr, alias Don Simon, chiamato Kabayama (樺山?), alter ego Curry Mask (カレー仮面?, Karē Kamen) nella versione originale, è un fantomatico professore del Ra Giallo, dirige il suddetto dormitorio. Insegna arte e non compare quasi mai nella serie e, per questo motivo, nessuno si ricorda di lui. Sfida Hassleberry, mascherato con un sacchetto di carta e facendosi chiamare Don Simon (Curry Mask nella versione originale), in un duello in cui, se quest'ultimo fosse stato sconfitto, lui, insieme a Syrus e a Bastion, sarebbe dovuto tornare al dormitorio Ra Giallo, ormai lasciato vuoto. Tuttavia, egli perde e ritorna alla sua modesta vita di insegnante (episodio 63). Possiede un deck composto da vegetali e spezie, la cui carta più forte è Demone Salsa di Curry.
Doppiato da: Yuichi Nagashima (ed. giapponese), Oliviero Corbetta (ed. italiana)

### Mr. Shroud
Mr. Shroud, chiamato Monkey Saryuyama (モンキー猿山?, Monkī Saruyama) nella versione originale, è un misterioso agente di duellanti che segue i duelli clandestini. Approfittando della caduta di Zane Truesdale nel mondo dei professionisti, decide di "aiutarlo" a tornare il campione di un tempo proponendogli di duellare nei duelli clandestini, utilizzando degli spregevoli collari che infliggono scosse elettriche a ogni perdita di Life Points. Grazie a lui, Zane effettivamente ritorna il migliore, ma diventando malvagio e contorto. Egli stesso si libererà di Shroud, cacciandolo via dopo aver ottenuto la gloria.
Doppiato da: Hiroshi Yanaka (ed. giapponese), Mario Scarabelli (ed. italiana)

### Cane Pazzo
Cane Pazzo, chiamato Mad Dog nella versione internazionale e Inukai (犬飼?) in quella originale, è un duellante grosso e rozzo che combatte clandestinamente. Sfida Zane in un duello clandestino e sembra dominare il gioco per gran parte della partita ma, quando in Zane emerge il suo lato oscuro, viene sconfitto. Usa un deck composto da mostri melma, la cui carta più forte è la trappola Virus Acido Corrodi-Macchina.
Doppiato da: Yoshihisa Kawahara (ed. giapponese), Gianluca Iacono (ed. italiana)

### Lorenzo
Lorenzo, chiamato Ryusei Gin (銀流星?, Gin Ryūsei) nella versione originale, è un duellante del dormitorio Bianco (anche se in origine dell'Obelisk Blu), compare nella seconda stagione. Caratterizzato da una capigliatura inusuale, a forma di lungo corno, è un patito di videogiochi e sfida Jaden sotto ordine di Chazz, perdendo. Nonostante l'arroganza, dopo la sconfitta subita dimostra amicizia verso Jaden. A un tratto, però, interviene Sartorius che lo plagia a tal punto da fargli il lavaggio del cervello e a farlo rimanere con lui, anziché diventare amico di Jaden.
Possiede un deck composto da navi spaziali B.E.S, tra cui anche Grande Nucleo e Nucleo Corazzato (anche se lo si vede avere in mano un mostro roccia come Cannoni d'Intercettazione Moai).
Doppiato da: Kazuhiro Shindō (ed. giapponese), Renato Novara (ed. italiana)

### Howard X. Miller
Howard X. Miller, chiamato semplicemente X (エックス?, Ekkusu) nella versione originale, è l'avvocato personale di Sartorius e appare nell'episodio 72. Sfida Jaden in un duello che avrebbe deciso la sorte del dormitorio Slifer Rosso, perdendo. Possiede un deck composto da carte che distruggono il deck; infatti, X punta principalmente a distruggere i deck avversari e non prende di mira i Life Points. La sua combo vincente si basa sulla trappola Registratore di Mostri e sul mostro Fiuta-Trappole (che annulla appunto l'effetto della prima carta verso i suoi stessi mostri).
Doppiato da: Yoshitada Otsuka (ed. giapponese), Ivo De Palma (ed. italiana)

### Principessa Rose
Principessa duellante ingaggiata da Sartorius per sconfiggere Jaden, perdendo; è patita delle rane ed è convinta che esse siano, in realtà, principi. Possiede un deck composto da mostri rana, tra cui T.A.D.P.O.L.E., Rana degli Alberi, Angelo Anfibio, le tre Rana Des e la loro fusione Rana D3S.
Doppiata da: Hiroko Kasahara (ed. giapponese), Debora Magnaghi (ed. italiana)

### Frost e Thunder
Frost e Thunder, chiamati Kōrimaru (氷丸?) e Ikazuchimaru (雷丸?) nella versione originale, sono due duellanti ingaggiati da Sabrina per affrontare e sconfiggere Jaden e fanno parte della Brigata della Luce. Per convincerlo ad affrontarlo rapiscono Sugoroku Mutō (il nonno di Yugi), prendendolo come ostaggio, durante una gita scolastica nella città di Domino. Al duello, però, non si presenta Jaden, ma Syrus e Hassleberry, che vengono ugualmente sfidati. Alla fine del duello però, paradossalmente, ne esce vincitore solo Frost, poiché aveva utilizzato una carta trappola molto potente che gli aveva affidato Sabrina, lo Specchio della Dualità, che ha fatto perdere non solo Syrus e Hassleberry, ma anche il suo compagno Thunder. Nonostante questo, però, sia Frost che Thunder vengono intrappolati da Sabrina nelle carte, come punizione per il loro fallimento (nonostante Frost avesse di fatto vinto). Con la sconfitta di Sabrina, i due vengono poi liberati. Frost usa un deck composto da mostri di ghiaccio, la cui carta più forte è Mobius - Il Monarca Glaciale, mentre Thunder usa un deck di mostri tuono, la cui carta più forte è Zaborg - Il Monarca del Tuono.
Frost - Doppiato da: Kiuchi Hidenobu (ed. giapponese), Luigi Rosa (ed. italiana)

Thunder - Doppiato da: Takanori Ōyama (ed. giapponese), Gianluca Iacono (ed. italiana)

### T-Bone e Blaze
T-Bone e Blaze, chiamati Iwamaru (岩丸?) e Honōmaru (炎丸?) nella versione originale, sono altri due duellanti ingaggiati da Sabrina che fanno parte della Brigata della Luce. Questa volta uno dei due, T-Bone, sfida veramente Jaden vicino a un ponte, mentre Blaze viene messo fuori gioco da Sabrina stessa (per far sì che aiutasse il suo compagno sotto forma di carta). Nonostante T-Bone sia arrogante, viene sconfitto da Jaden e ritrova la fiducia di un tempo. Tuttavia, la sua anima viene rubata da Sabrina, come prezzo da pagare per la sconfitta. Con la sconfitta di Sabrina, i due vengono poi liberati. T-Bone usa un deck di mostri roccia, la cui carta simbolo è Grandmarg - Il Monarca della Terra ma usa anche tutti gli altri monarchi più la loro fusione, Demiurgo Ema; Blaze, invece, usa un deck composto da mostri fuoco, la cui carta più forte è Thestalos - Il Monarca della Tempesta di Fuoco.
T-Bone- Doppiato da: Toshiharu Sakurai (ed. giapponese), Claudio Ridolfo (ed. italiana)

Blaze - Doppiato da: Ishikawa Masaaki (ed. giapponese), Davide Albano (ed. italiana)

### Alice
Spirito di una bambola presente nella mensa, era stanca di vedere gli studenti maltrattare le carte. Così prende vita e sfida Jaden a duello, perdendo. Dopo la sconfitta ritorna una normale bambola. Possiede un deck composto da mostri bambola, tra cui la potente Bambola Chimera, Alice Bambola Vagante ed Eshila la Bella Bambola di Porcellana.
Doppiata da: Kumiko Nishihara (ed. giapponese), Elisabetta Spinelli (ed. italiana)

### Bob Banter
Bob Banter, chiamato Tsugio Kanda (神田次男?, Kanda Tsugio) nella versione originale, è un altro duellante del dormitorio Bianco (ma, in realtà, era dell'Obelisk Blu, prima della sua conversione alla Società della Luce), compare nella seconda stagione. Chiamato il "Re dei Quiz", è un patito dei quiz televisivi e sfida Jaden sotto ordine di Alexis, perdendo. È innamorato di quest'ultima e possiede un deck composto da carte relative ai quiz a premi: la sua mossa principale è la carta magia Ora del Quiz e i mostri Casella del Tabellone, con cui Bob pone delle domande all'avversario in base alla tipo di casella distrutta (Obelisk, Ra o Slifer), e Casellario 9 (evocato quando tutte le caselle vengono mandate al cimitero). Appare anche, con la divisa degli Obelisk Blu, nel penultimo episodio della serie, in un fotogramma.
Doppiato da: Zane Kubota (ed. giapponese), Luigi Rosa (ed. italiana)

### Linda
Linda, chiamata Lynd (リンド?, Rindo) nella versione originale, è la buona e gentile tutrice del principe Ojin, che lo ha sempre tutelato fin da quando questi era bambino e per cui il principe ha sempre nutrito sincero affetto. Cerca d'impedire a Ojin, senza successo, di consegnare a Sartorius i comandi del satellite dopo il duello tra i due (vinto da Sartorius). Informa poi Jaden dell'esistenza di due chiavi che attivano il satellite e, quando Ojin viene sconfitto da Jaden nell'episodio 99, lo convince che non è solo, vista la sua presenza. Quando, però, Sartorius ipnotizza il principe per fargli attivare il satellite, cerca di fermalo assieme ad Hassleberry, senza successo (episodio 103).
Doppiato da: Noriko Namiki (ed. giapponese), Jenny De Cesarei (ed. italiana)

### Franz
Disegnatore di carte dell'Industrial Illusion di chiara origine tedesca, visto il suo accento. Ruba la carta del Drago Alato di Ra per ottenere il potere, poiché era furioso dopo il suo licenziamento da parte di Pegasus (quest'ultimo aveva preferito le carte di Chumley alle sue). Compare nell'episodio 85, sfidando Jaden e perdendo. Possiede un deck composto da carte che gli consentono di evocare il Drago Alato di Ra, come per esempio Discepolo di Ra, e una carta magia terreno da lui stesso creata, Monte del Creatore di Legami, che gli permette di dominare una creatura così potente.
Doppiato da: Iori Hayashi (ed. giapponese), Massimiliano Lotti (ed. italiana)

### Orlando
Orlando, chiamato Kabukid (カブキッド?, Kabukiddo) nella versione originale, è un duellante professionista, oltre che star del teatro giapponese kabuki. Affronta Jaden in un match del Torneo GX, perdendo. Usa un deck composto da mostri relativi al teatro giapponese kabuki, la cui carta più forte è Gengis Khan - Il Drago Imperatore.
Doppiato da: Koji Ochiai (ed. giapponese), Luigi Rosa (ed. italiana)

### Gelgo
Duellante professionista che, nel corso del torneo GX, accumula un considerevole numero di medaglie; in passato, per poco non riuscì a sconfiggere Aster Phoenix, a detta di quest'ultimo. Appare nell'episodio 87, dove sfida Chazz, il quale ha appena ottenuto un nuovo deck da Sartorius, e viene da questi sconfitto. Il suo deck è ignoto: l'unica carta che lo si vede giocare è Marshmallon.
Doppiato da: Takashi Matsuyama (ed. giapponese), Ivo De Palma (ed. italiana)

### Mattimatica
Duellante professionista patito della matematica, riesce per lungo tempo a sconfiggere molti studenti Obelisk Blu nell'episodio 90. Viene poi affrontato da Damon e sconfitto. Possiede un deck con carte relative alla matematica (una tra tutte, la trappola Pallottoliere Fatale) e l'unica carta mostro mostrata è Transistor il Guerriero.
Doppiato da: Shiniciro Ohta (ed. giapponese), Gabriele Calindri (ed. italiana)

### Elroy Prescot
Elroy Prescot, chiamato Sangre Guerrero (サンブレ・ゲレロ?, Sanbure Gerero) nella versione originale, è un duellante professionista che sfida Belowski nell'episodio 90 in duello, per poi arrendersi, data la noia che il ragazzo gli provocava. Nella versione internazionale, il personaggio è un duellante professionista di Memphis ispirato al celebre Elvis Presley, mentre nella versione originale questo non viene nemmeno accennato. Nel doppiaggio originale, usa parole spagnole (infatti chiama Belowski "amigo") e possiede un deck probabilmente composto da carte relative alla musica; l'unica carta mostrata, in tre copie, è Forza d'Attacco Goblin Danzante. Il suo nome originale significa, letteralmente, "Sangue Guerriero".
Doppiato da: Kenji Iwama (ed. giapponese), Paolo De Santis (ed. italiana)

### Maitré D
Maitré D, chiamato Sommelier Parker (ソムリエ・パーカー?, Somurie Pākā) nella versione originale, è un duellante professionista; è famoso anche per essere un raffinato maitré. Sfida, nell'episodio 90, Jasmine e Mindy dominando il duello; però, poi, al loro posto decide di duellare Alexis (unitasi alla Società della Luce), che riesce a sconfiggerlo. Possiede un deck composto da carte relative alla cucina, la cui carta più forte è il Grande Montone Magna Antico.
Doppiato da: Naoya Uchida (ed. giapponese), Paolo De Santis (ed. italiana)

### Lucien Grimley
Lucien Grimley, chiamato Ikkaku Tachibana (橘一角?, Tachibana Ikkaku) nella versione originale, è uno studente dell'Accademia del Nord, è famoso per la sua lunga serie di vittorie utilizzando la carta magia Estrazione Squarcio che gli permette, se estrae dal deck un'altra copia della suddetta carta, di vincere all'istante il duello. Egli, in realtà, sembrerebbe avvalersi dell'aiuto del Triste Mietitore, uno spirito oscuro che gli dà un'incredibile forza. Duella quindi con Jaden e quest'ultimo non solo riesce a vincere il duello sopravvivendo alla letale mossa di Lucien, ma riesce anche a farlo redimere e ad abbandonare quello spirito oscuro. Il suo mostro più forte è Signore dell'Oblio.
Doppiato da: Kazuhiro Nakata (ed. giapponese), Ivo De Palma (ed. italiana)

### Professor Eisenstein
Il Professor Eisenstein, chiamato Dr. Albert Zweinstein (アルバート・ツバインスタイン博士?, Arubāto Tsubainshutain hakase) nella versione originale, è un professore di fisica tedesco, chiaramente ispirato al celebre Albert Einstein. Nato nel marzo 1930, e vincitore di dieci premi Nobel (consecutivamente dal 1996 al 2005), è considerato una delle menti più geniali della scienza e uno dei luminari della fisica mondiale, oltre che autore di numerosi testi illustri. Con un QI di 173, Eisenstein si dimostra un individuo brillante ed estremamente analitico, ed è uno dei duellanti scienziati più famosi del mondo.
Bastion lo idolatra, definendolo “Dio″ per aver ideato la Teoria quantistica dei duelli, che permetterebbe al duellante di non essere mai sconfitto, basata di fatto su principi matematici, logici e fisici, e migliorata con tecniche di incremento statistico delle probabilità di vittoria. Il dottore sfida Jaden nell'episodio 96, È tutto relativo, per cercare di convincerlo che la fortuna e i “miracoli” non esistano, e che solo la logica e i principi scientifici debbano essere utilizzati nei duelli; infatti, cita spesso il famoso aforisma di Einstein “Dio non gioca a dadi″ proprio per evidenziare che l'universo non è governato dalla “fortuna”.
In realtà, è stato ingaggiato dal principe Ojin per poter ottenere da Jaden, in caso di sconfitta, la chiave del satellite per la distruzione del genere umano. Eisenstein domina gran parte del duello grazie alle sue abilità logiche e analitiche, bilanciando intelligentemente il potere dei suoi mostri, delle carte trappola e delle carte magia. Ciononostante, viene però sconfitto da Jaden grazie a un colpo di fortuna (impossibile al 99,99% secondo i calcoli del dottore) e, alla fine, è costretto a riconoscere non solo che la sua teoria quantistica dei duelli non è completa, ma che anche la fede nei “miracoli” possa aiutare a vincere un duello.
Eisenstein ricompare nella terza stagione per aiutare Jaden e i suoi amici a tornare nella dimensione terrestre. Bastion rivela, infatti, di aver abbandonato il gruppo per seguirlo e lavorare con lui nel suo laboratorio, in qualità di apprendista estemporaneo, per aiutarlo nello studio di una nuova teoria quantistica dei duelli. Secondo tale teoria, esisterebbero dodici dimensioni differenti, in una delle quali vivrebbero gli spiriti dei duelli. I due si mettono dunque all'opera, elaborando un esperimento di meccanica quantistica che possa mettere in contatto la loro dimensione con le altre. Durante l'esperimento, qualcosa però va storto: un vortice interdimensionale si apre inspiegabilmente e Bastion si ritrova in un deserto. Succede lo stesso a Jaden e a tutta l'accademia, che si ritrova catapultata nello stesso luogo sconosciuto. Eisenstein apre un wormhole per mettersi in contatto con Jaden e gli altri alunni dell'Accademia, dicendo loro che c'è bisogno di coordinarsi per soccorrerli. Il segnale con lui è ancora debole, per cui viene attivato un generatore per potenziarlo. Eisenstein conferma agli altri che questi ultimi si trovano in una dimensione parallela e fa sapere che un varco così piccolo non basta a far tornare tutti sulla Terra, per fare ciò bisogna ingrandirlo con una fonte di energia molto potente, il Drago Arcobaleno.
Nel suo piano, Eisenstein ipotizza di inviare la carta del Drago Arcobaleno attraverso il wormhole, immaginando che il suo potere sarà in grado di colmare il divario tra le due dimensioni parallele. Tuttavia, egli afferma che, nonostante ciò, i suoi calcoli rivelano una percentuale di successo pari solo al 30,75%. Inoltre, per permettere alla carta di entrare, c'è bisogno di diverse centinaia di miliardi di Joule che allarghino il wormhole in modo che essa ci passi: secondo lui, l'unica fonte di energia che potrebbe ingrandirlo abbastanza è quella fornita da un duello. Egli rivela che esiste un “Sistema di duello sub-spaziale”, realizzato dalla Industrial Illusions, che dovrebbe essere in grado di consentire un collegamento più ampio tra le due dimensioni per svolgere un duello e immagazzinare l'energia prodotta nel corso del suo svolgimento.
Usa un deck con carte relative alla fisica, tra cui le carte magia Campo di Relatività e Gatto di Schrödinger, e mostri come Laplace - il Demone Matematico e il potente Drago del Cervello.
Doppiato da: Takeshi Aono (ed. giapponese), Mario Scarabelli (ed. italiana)

### Dottor Collector
Il Dottor Collector (ドクター・コレクター?, Dokutā Korekutā) è un criminale con un QI di 202, basato sul famoso personaggio cinematografico di Hannibal Lecter del film Il silenzio degli innocenti.
In passato, mentre era in prigione, ha aiutato spesso l'FBI nel risolvere vari casi per via delle sue vaste conoscenze criminologiche. Appare nell'episodio 97, La Luce oscura, e viene presentato come un abilissimo duellante, in grado quasi di "leggere nella mente degli avversari". Sebbene sia detenuto in un carcere di massima sicurezza, chiamato Mount Polio, sfida Grande D in un duello valido per il titolo mondiale della lega dei professionisti. Nonostante Collector si riveli astuto e molto capace, viene sconfitto dalla micidiale carta di Grande D, ovvero Plasma - Eroe del Destino, rimanendo ucciso nell'esplosione da essa causata. Non solo, a causa della sconfitta, la sua anima viene intrappolata nella suddetta carta. La sua ultima apparizione avviene quando finalmente il mostro Plasma - Eroe del Destino viene sconfitto e distrutto nel duello tra Grande D e Aster Phoenix, così la sua anima, assieme a quelle delle altre vittime del mostro, viene liberata e può raggiungere l'aldilà (episodio 98).
È caratterizzato da un fisico possente e muscoloso, ha una lunga barba e delle vistose cicatrici sul volto. È in grado di liberarsi facilmente da una camicia di forza, il che dimostra la sua grande forza fisica.
Possiede un deck composto da mostri di tipo incantatore, che comprende carte come Regina del Cosmo, Valkyria del Mago e Curran Maga d'Ebano.
Doppiato da: Satoshi Tsuruoka (ed. giapponese), Mario Scarabelli (ed. italiana)

### Mr. Stein
Mr. Stein, chiamato professor Satō Kōji (佐藤浩二?, Satō Kōji) nella versione originale, è un professore dell'Obelisk Blu di Storia dei duelli, è molto simile al prof. Banner. Stanco delle continue assenze e della pigrizia di Jaden, sotto ordine di Viper, sfida il ragazzo a duello, perdendo. Dopo la sconfitta, cade in un baratro, morendo. Possiede un deck composto da mostri antichi, il cui mostro più forte è Cavaliere Veterano Piaga.
Doppiato da: Mitsuru Miyamoto (ed. giapponese), Gabriele Calindri (ed. italiana)

### Trapper
Trapper, chiamato Giese Hunt (ギース・ハント?, Gīsu Hanto) nella versione originale, è un ladro di carte, contattato da Viper per mettere in difficoltà Jaden e Jesse. Sfida quest'ultimo, minacciandolo di distruggere la carta Jerry Uomo Fagiolo rubata a un bambino soccorso dallo stesso Jesse. Tuttavia, perde e viene fatto scomparire da Viper stesso. Possiede un deck composto da carte relative ai furti.
Doppiato da: Ken Narita (ed. giapponese), Oliviero Corbetta (ed. italiana)

### Echo Garam
Migliore amica e sorella adottiva di Adrian Gecko, è stata la prima persona su cui Adrian ha potuto contare da quando fu adottato dalla potente famiglia Gecko. È al comando dei servizi segreti della famiglia Gecko e, per la sicurezza di Adrian, nella terza stagione, staziona intorno all'accademia in un sottomarino, pronta a intervenire con un manipolo di uomini. Cerca poi di impedire a Sheppard e a Pegasus di impossessarsi della tavola che racchiude il leggendario Drago Arcobaleno per impedire loro di dare la carta a Jesse, ma fallisce. Finisce anche lei nella dimensione parallela insieme agli altri e, dopo che Adrian ha ottenuto il potere del deck di Exodia, decide di sacrificarsi, dando la sua energia vitale al mostro per il volere di Adrian.
Doppiata da: Yuki Nakao (ed. giapponese), ? (ed. italiana)

### Scout del Cielo
Spirito del mostro della suddetta carta, è il primo avversario affrontato e sconfitto da Jaden nella dimensione parallela di Yubel. Possiede un deck composto da mostri bestia alata, la cui carta più forte è Simorgh, Volatile della Divinità.
Doppiato da: Akio Suyama (ed. giapponese), Simone D'Andrea (ed. italiana)

### Scarr, Scout del Mondo Oscuro
Spirito del mostro della suddetta carta, affronta Jaden in un villaggio disabitato nella dimensione parallela dove Jaden e i suoi amici vengono intrappolati durante la ricerca di Jesse e viene da egli sconfitto. Possiede un deck composto da mostri demone.
Doppiato da: Bon Ishihara (ed. giapponese), Mario Scarabelli (ed. italiana)

### Sir Freed, il Viandante Coraggioso
Spirito del mostro della suddetta carta, è il leader dei cavalieri che proteggono il villaggio nella dimensione parallela dove Jaden e i suoi amici vengono intrappolati durante la ricerca di Jesse. Per aiutare Jaden, diventa una carta e con essa il ragazzo riesce a sconfiggere Zure in duello.
Doppiato da: Yuji Kishi (ed. giapponese), Marco Balzarotti (ed. italiana)

### Zure, Cavaliere del Mondo Oscuro
Spirito del mostro della suddetta carta, è il comandante dei demoni nella dimensione parallela dove Jaden e i suoi amici vengono intrappolati durante la ricerca di Jesse. Nonostante domini gran parte del duello contro Jaden, viene sconfitto da quest'ultimo grazie anche all'aiuto di Sir Freed, il Viandante Coraggioso. Possiede un deck composto da mostri demone.
Doppiato da: Tomohiro Nishimura (ed. giapponese), Gabriele Calindri (1ª voce), Pietro Ubaldi (2ª voce) (ed. italiana)

### Bronn, Folle Sovrano del Mondo Oscuro
Spirito del mostro della suddetta carta, è colui che domina la dimensione parallela in cui finiscono Jaden e i suoi amici mentre erano alla ricerca di Jesse. Lui, come anche altri suoi sottoposti, come Zure, Cavaliere del Mondo Oscuro e Scarr, Scout del Mondo Oscuro, sfidano Jaden in duello per fermarlo; Bronn, in particolare, è colui il quale, durante il duello, ruba le anime di Alexis, Atticus, Hassleberry e Chazz (che erano suoi prigionieri) per mezzo della carta magia Canone Maligno, in cui vengono racchiusi tutti i sentimenti provati dai quattro, come Tristezza, Angoscia, Odio e Rabbia (eccetto Syrus, che racchiudeva il Dubbio e che era riuscito a fuggire) facendole finire alle stelle e, involontariamente, risveglia in Jaden la forza del Sovrano Supremo. Grazie a questo, il "nuovo" Jaden riesce a sconfiggerlo e a distruggerlo. Possiede un deck composto da carte del Mondo Oscuro, la cui carta più forte è Reign-Beaux, Signore del Mondo Oscuro.
Doppiato da: Kentarō Itou (ed. giapponese), Massimiliano Lotti (ed. italiana)

### Guardiano Baou
Spirito della suddetta carta, è inizialmente uno dei servitori del Sovrano Supremo. Dopo la liberazione di Jaden da parte di Axel, affronta proprio Jaden per poter prendere il dominio della dimensione parallela, ma viene sconfitto. Possiede un deck composto da mostri demone, la cui carta più forte è Bestia a Due Teste.
Doppiato da: Masaru Hotta (ed. giapponese), Giorgio Bonino (ed. italiana)

### Kozaky
Spirito del mostro della suddetta carta, affronta Jim prima che questi riesca a trovare il Sovrano Supremo, perdendo. Possiede un deck composto da mostri demone, la cui carta più forte è Dokurorider.
Doppiato da: Yōji Ueda (ed. giapponese), Gianluca Iacono (ed. italiana)

### Cavaliere Teschio
Spirito del mostro della suddetta carta, è una delle guardie del Sovrano Supremo. Affronta Axel in duello poco prima che questi affronti il Sovrano e viene sconfitto. Possiede un deck misto, la cui carta più forte è Licantropo.
Doppiato da: Yūto Kazama (ed. giapponese), Claudio Moneta (ed. italiana)

### Makoto Inotsume
È il miglior duellante dello Stile Psycho; sfida Sheppard nell'episodio 163, sconfiggendolo, ma il suo vero obiettivo è affrontare e spodestare Zane; approfittando del fatto che quest'ultimo si è indebolito dopo aver utilizzato il deck del Mondo Oscuro, lo sfida a duello, riuscendo a sconfiggerlo. Viene poi affrontato da Syrus per vendicare il fratello e viene questa volta sconfitto. Usa un deck composto da mostri macchina, tra cui Richiama Jinzo, Jinzo e la sua evoluzione, Jinzo - Supremo.
Doppiato da: Shinji Kawada (ed. giapponese), Maurizio Merluzzo (ed. italiana)

### Daigo Sorano
Duellante del secondo anno dell'Obelisk Blu, appare nella quarta stagione. È invidioso di Jaden e lo affronta nel tentativo di spodestarlo e mettendolo davvero alle strette ma, nonostante tutto, Jaden ribalta la situazione e vince il duello. Affronta poi Trueman e viene sconfitto, e circondato quindi dai poteri delle ombre. Quindi, si scontra in seguito con Hassleberry, dominato dai poteri delle ombre e riesce a sconfiggerlo. La sua carta più forte è Horus - Il Drago della Fiamma Oscura LV8 e utilizza anche la carta trappola Decreto Reale per mettere fuori gioco le trappole nemiche.
Doppiato da: Toshiyuki Toyonaga (ed. giapponese), Davide Albano (ed. italiana)